# Casa Savoia

Grande stemma di Casa Savoia

La Casa Savoia, scritto arcaicamente anche Savoja, è una tra le più antiche dinastie d'Europa, attestata sin dalla fine del X secolo nel territorio del Regno di Borgogna. Nel secolo successivo la famiglia venne infeudata della Contea di Savoia, elevata poi a ducato nel XV secolo. A partire dal 1485 la casata impose la propria rivendicazione delle corone dei regni crociati di Cipro, Gerusalemme e Armenia sebbene sul primo di questi regnasse Caterina Corner.
Nel XVI secolo i Savoia spostarono i propri interessi territoriali ed economici dalle regioni alpine verso la penisola italiana (come testimoniato dallo spostamento della capitale del ducato da Chambéry a Torino nel 1563). Agli inizi del XVIII secolo, a conclusione della guerra di successione spagnola, ottennero l'effettiva dignità regia, dapprima sul Regno di Sicilia (1713) e poi, a seguito di una permuta, su quello di Sardegna (1720). Secondo la successione giacobita, nel 1807 re Carlo Emanuele IV di Savoia ereditò inoltre dall'ultimo principe Stuart, il cardinale Enrico Benedetto Stuart, i diritti di pretensione ai troni di Inghilterra, Scozia e Irlanda, oltre che di Francia, ma nessun sovrano sabaudo fece uso dei titoli finché restarono nella Casa.
Nel XIX secolo si estinse il ramo primigenio della dinastia, con l'ascesa del ramo cadetto Savoia-Carignano, con i cui esponenti Carlo Alberto e soprattutto Vittorio Emanuele II il casato si pose a capo del movimento di unificazione nazionale italiano, che condusse alla proclamazione del Regno d'Italia il 17 marzo 1861. Da questa data e fino al giugno del 1946, quando il referendum sulla forma istituzionale dello Stato sancì l'abolizione della monarchia in favore della repubblica, Casa Savoia fu la famiglia reale d'Italia. Al di fuori della penisola italiana, il duca Amedeo di Savoia-Aosta fu inoltre re di Spagna dal 1870 al 1873, con il nome di Amedeo I di Spagna.
Durante il regime totalitario di Benito Mussolini, la dinastia ottenne formalmente con Vittorio Emanuele III le corone di Etiopia (1936) e di Albania (1939) in unione personale, e nel 1941, col duca Aimone di Savoia-Aosta, anche la corona di Croazia. Questi ultimi titoli cessarono tuttavia nel 1943, in seguito alla caduta del fascismo in Italia e all'armistizio di Cassibile.
Il referendum istituzionale del 2 giugno 1946 sancì l'abolizione della monarchia in Italia, con il conseguente esilio di Umberto II e della sua famiglia in Portogallo. Nel 1947 la XIII disposizione transitoria e finale della Costituzione della Repubblica Italiana dispose l'esilio degli ex re e dei loro discendenti maschi.
Nel 2002, in vista della cessazione degli effetti della XIII disposizione, Vittorio Emanuele di Savoia e suo figlio Emanuele Filiberto di Savoia giurarono per iscritto «fedeltà alla Costituzione repubblicana e al nostro presidente della Repubblica». Nel 2003 i discendenti maschi di re Umberto II poterono rientrare in Italia.

## Storia

### Origini
I pochi documenti che riguardano le origini di Casa Savoia sono soggetti a varie interpretazioni e dall'epoca di Amedeo VIII (XV secolo), fino al XIX secolo vennero sempre escogitati criteri di giustificazione di tipo politico, con l'avallo di genealogisti compiacenti:
- In un primo tempo fu necessario giustificare il titolo ducale ottenuto appunto da Amedeo VIII nel 1416: si trovò quindi uno scrittore, il cronista medievale Jean Cabaret d'Orville, vissuto nel XV secolo, che fece discendere la Casa di Savoia dall'imperatore Ottone II di Sassonia.
- Nel secolo successivo, invece, gli interessi politici della dinastia erano collegati alla posizione in seno all'Impero e si trovarono altri studiosi (Giovanni Botero, Gabriel Monod e soprattutto Samuel Guichenon) che, pur mantenendo la tradizione sassone, fecero risalire le origini della famiglia addirittura a Vitichindo, lo strenuo difensore dell'indipendenza dei Sassoni contro Carlo Magno.
- In seguito, orientatasi la politica sabauda verso l'Italia, si ebbe interesse di dimostrare l'origine italiana della casa sabauda; per questo diversi studiosi (Gian Francesco Galeani Napione nel XVIII secolo, Luigi Cibrario nel XIX secolo, tra gli altri) volsero le loro attenzioni all'ultimo sovrano del Regno d'Italia dell'alto Medioevo e, sia pure con soluzioni varianti nei dettagli, ne trovarono il capostipite in Berengario II d'Ivrea. Questi era stato deposto da Ottone I di Sassonia nel 961, pertanto creato vittima di quella famiglia da cui un tempo i Savoia credevano o volevano discendere.

Tra il XIX e il XX secolo storici e genealogisti produssero nuove teorie:
- Una soluzione locale, borgognona, ideata da Domenico Carutti nel XIX secolo e fondata sull'esistenza di alcuni individui di nome Amedeo e Umberto, resta ipotetica.
- Georges de Manteyer fa del Biancamano un nipote di Guarnieri, conte di Troyes, il di cui figlio, Ugo, aveva ricevuto parte della contea di Vienne e, probabilmente, anche del vicino pagus savogiensis. I Savoia discenderebbero così, per linea femminile, dall'imperatore Lotario II di Supplimburgo;
- Carlo Baudi di Vesme e Ferdinando Gabotto cercano l'origine di Casa Savoia nei Bosonidi, re di Provenza, collegati ad un carolingio;
- Charles William Previté-Orton teorizzò anche che il padre di Umberto fosse un Amedeo, vivo intorno al 976, conte di Belley o di Savoia, uscito verosimilmente da una famiglia locale di origine gallo-romana.

Molti dei più importanti studiosi ritengono queste ipotesi non verificabili. Infatti le ricorrenti distruzioni degli archivi da parte di armate nemiche o ad opera di incendi non permettono di accertare la paternità di Umberto Biancamano. Ciononostante, tramite alcuni atti, per lo più di donazione, è possibile ricostruire un'ipotesi per la famiglia acquisita del primo conte di Savoia
| Carolingi                        | Carolingi                        | Carolingi                        | Carolingi                        | Carolingi                          | Carolingi                          |                                    |                                    | Guelfi                             | Guelfi                             | Guelfi                            | Guelfi                            | Guelfi                            | Guelfi                            |                                |                                |                                |                                |           |           |             |           |  |  |                                          |                                          |                                          |                                          |                                          |                                          |                         |                         |                         |                         |                  |                  |                  |                  |                  |                  |  |  |  |  |                     |                     |                     |                     |                     |                     |  |  |                    |                    |                    |                    |                    |                    |                 |                 |                              |                              |                              |                              |                              |                              |  |  |
| Carolingi                        | Carolingi                        | Carolingi                        | Carolingi                        | Carolingi                          | Carolingi                          |                                    |                                    | Guelfi                             | Guelfi                             | Guelfi                            | Guelfi                            | Guelfi                            | Guelfi                            |                                |                                |                                |                                |           |           | concubinato |           |  |  |                                          |                                          |                                          |                                          |                                          |                                          |                         |                         |                         |                         |                  |                  |                  |                  |                  |                  |  |  |  |  |                     |                     |                     |                     |                     |                     |  |  |                    |                    |                    |                    |                    |                    |                 |                 |                              |                              |                              |                              |                              |                              |  |  |
| Matilde di Francia *943 †981~992 | Matilde di Francia *943 †981~992 | Matilde di Francia *943 †981~992 | Matilde di Francia *943 †981~992 | Matilde di Francia *943 †981~992   | Matilde di Francia *943 †981~992   |                                    |                                    | Corrado III di Borgogna *925 †993  | Corrado III di Borgogna *925 †993  | Corrado III di Borgogna *925 †993 | Corrado III di Borgogna *925 †993 | Corrado III di Borgogna *925 †993 | Corrado III di Borgogna *925 †993 |                                |                                |                                |                                |           |           |             |           |  |  |                                          |                                          |                                          |                                          |                                          |                                          |                         |                         |                         |                         | Aldiude fl. 1019 | Aldiude fl. 1019 | Aldiude fl. 1019 | Aldiude fl. 1019 | Aldiude fl. 1019 | Aldiude fl. 1019 |  |  |  |  |                     |                     |                     |                     |                     |                     |  |  |                    |                    | Anselmo ? *? †?    | Anselmo ? *? †?    | Anselmo ? *? †?    | Anselmo ? *? †?    | Anselmo ? *? †? | Anselmo ? *? †? |                              |                              |                              |                              |                              |                              |  |  |
| Matilde di Francia *943 †981~992 | Matilde di Francia *943 †981~992 | Matilde di Francia *943 †981~992 | Matilde di Francia *943 †981~992 | Matilde di Francia *943 †981~992   | Matilde di Francia *943 †981~992   |                                    |                                    | Corrado III di Borgogna *925 †993  | Corrado III di Borgogna *925 †993  | Corrado III di Borgogna *925 †993 | Corrado III di Borgogna *925 †993 | Corrado III di Borgogna *925 †993 | Corrado III di Borgogna *925 †993 |                                |                                |                                |                                |           |           |             |           |  |  |                                          |                                          |                                          |                                          |                                          |                                          |                         |                         |                         |                         | Aldiude fl. 1019 | Aldiude fl. 1019 | Aldiude fl. 1019 | Aldiude fl. 1019 | Aldiude fl. 1019 | Aldiude fl. 1019 |  |  |  |  |                     |                     |                     |                     |                     |                     |  |  |                    |                    | Anselmo ? *? †?    | Anselmo ? *? †?    | Anselmo ? *? †?    | Anselmo ? *? †?    | Anselmo ? *? †? | Anselmo ? *? †? |                              |                              |                              |                              |                              |                              |  |  |
|                                  |                                  |                                  |                                  |                                    |                                    |                                    |                                    |                                    |                                    |                                   |                                   |                                   |                                   |                                |                                |                                |                                |           |           |             |           |  |  |                                          |                                          |                                          |                                          |                                          |                                          |                         |                         |                         |                         |                  |                  |                  |                  |                  |                  |  |  |  |  |                     |                     |                     |                     |                     |                     |  |  |                    |                    |                    |                    |                    |                    |                 |                 |                              |                              |                              |                              |                              |                              |  |  |
|                                  |                                  |                                  |                                  |                                    |                                    |                                    |                                    |                                    |                                    |                                   |                                   |                                   |                                   |                                |                                |                                |                                |           |           |             |           |  |  |                                          |                                          |                                          |                                          |                                          |                                          |                         |                         |                         |                         |                  |                  |                  |                  |                  |                  |  |  |  |  |                     |                     |                     |                     |                     |                     |  |  |                    |                    |                    |                    |                    |                    |                 |                 |                              |                              |                              |                              |                              |                              |  |  |
|                                  |                                  |                                  |                                  |                                    |                                    |                                    |                                    |                                    |                                    |                                   |                                   |                                   |                                   |                                |                                | parentela                      | parentela                      | parentela | parentela | parentela   | parentela |  |  |                                          |                                          |                                          |                                          | Burcardo II *~965 †1031                  | Burcardo II *~965 †1031                  | Burcardo II *~965 †1031 | Burcardo II *~965 †1031 | Burcardo II *~965 †1031 | Burcardo II *~965 †1031 |                  |                  |                  |                  |                  |                  |  |  |  |  |                     |                     |                     |                     |                     |                     |  |  |                    |                    |                    |                    |                    |                    |                 |                 |                              |                              |                              |                              |                              |                              |  |  |
|                                  |                                  |                                  |                                  | Rodolfo III di Borgogna *970 †1032 | Rodolfo III di Borgogna *970 †1032 | Rodolfo III di Borgogna *970 †1032 | Rodolfo III di Borgogna *970 †1032 | Rodolfo III di Borgogna *970 †1032 | Rodolfo III di Borgogna *970 †1032 |                                   |                                   | Ermengarda *? † post ago. 1057    | Ermengarda *? † post ago. 1057    | Ermengarda *? † post ago. 1057 | Ermengarda *? † post ago. 1057 | Ermengarda *? † post ago. 1057 | Ermengarda *? † post ago. 1057 | parentela | parentela | parentela   | parentela |  |  | Umberto I Biancamano *970~980 †1047~1048 | Umberto I Biancamano *970~980 †1047~1048 | Umberto I Biancamano *970~980 †1047~1048 | Umberto I Biancamano *970~980 †1047~1048 | Umberto I Biancamano *970~980 †1047~1048 | Umberto I Biancamano *970~980 †1047~1048 | Burcardo II *~965 †1031 | Burcardo II *~965 †1031 | Burcardo II *~965 †1031 | Burcardo II *~965 †1031 |                  |                  |                  |                  |                  |                  |  |  |  |  | Ausilia X-XI secolo | Ausilia X-XI secolo | Ausilia X-XI secolo | Ausilia X-XI secolo | Ausilia X-XI secolo | Ausilia X-XI secolo |  |  | Anselmo I *? †1026 | Anselmo I *? †1026 | Anselmo I *? †1026 | Anselmo I *? †1026 | Anselmo I *? †1026 | Anselmo I *? †1026 |                 |                 | Beato Burchard *? †1029~1030 | Beato Burchard *? †1029~1030 | Beato Burchard *? †1029~1030 | Beato Burchard *? †1029~1030 | Beato Burchard *? †1029~1030 | Beato Burchard *? †1029~1030 |  |  |
|                                  |                                  |                                  |                                  | Rodolfo III di Borgogna *970 †1032 | Rodolfo III di Borgogna *970 †1032 | Rodolfo III di Borgogna *970 †1032 | Rodolfo III di Borgogna *970 †1032 | Rodolfo III di Borgogna *970 †1032 | Rodolfo III di Borgogna *970 †1032 |                                   |                                   | Ermengarda *? † post ago. 1057    | Ermengarda *? † post ago. 1057    | Ermengarda *? † post ago. 1057 | Ermengarda *? † post ago. 1057 | Ermengarda *? † post ago. 1057 | Ermengarda *? † post ago. 1057 |           |           |             |           |  |  | Umberto I Biancamano *970~980 †1047~1048 | Umberto I Biancamano *970~980 †1047~1048 | Umberto I Biancamano *970~980 †1047~1048 | Umberto I Biancamano *970~980 †1047~1048 | Umberto I Biancamano *970~980 †1047~1048 | Umberto I Biancamano *970~980 †1047~1048 |                         |                         |                         |                         |                  |                  |                  |                  |                  |                  |  |  |  |  | Ausilia X-XI secolo | Ausilia X-XI secolo | Ausilia X-XI secolo | Ausilia X-XI secolo | Ausilia X-XI secolo | Ausilia X-XI secolo |  |  | Anselmo I *? †1026 | Anselmo I *? †1026 | Anselmo I *? †1026 | Anselmo I *? †1026 | Anselmo I *? †1026 | Anselmo I *? †1026 |                 |                 | Beato Burchard *? †1029~1030 | Beato Burchard *? †1029~1030 | Beato Burchard *? †1029~1030 | Beato Burchard *? †1029~1030 | Beato Burchard *? †1029~1030 | Beato Burchard *? †1029~1030 |  |  |
|                                  |                                  |                                  |                                  |                                    |                                    |                                    |                                    | nessuna discendenza                | nessuna discendenza                | nessuna discendenza               | nessuna discendenza               | nessuna discendenza               | nessuna discendenza               |                                |                                |                                |                                |           |           |             |           |  |  |                                          |                                          |                                          |                                          | Conti di Savoia                          | Conti di Savoia                          | Conti di Savoia         | Conti di Savoia         | Conti di Savoia         | Conti di Savoia         |                  |                  |                  |                  |                  |                  |  |  |  |  |                     |                     |                     |                     |                     |                     |  |  |                    |                    |                    |                    |                    |                    |                 |                 |                              |                              |                              |                              |                              |                              |  |  |

### Conti di Savoia

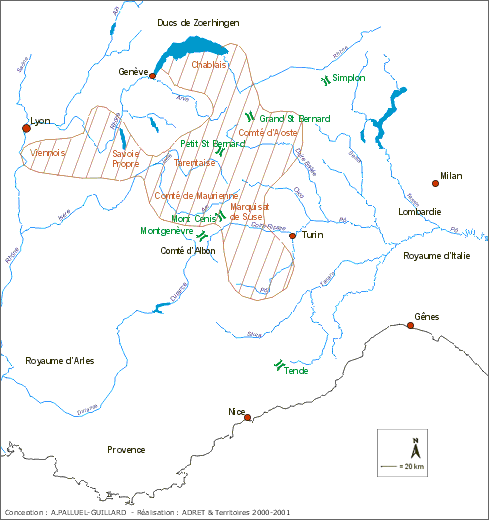
La contea nei secoli XII/XIII

Punto sicuro di partenza della dinastia è il conte Umberto I Biancamano (†1048), che, già signore delle contee di Savoia (1003), di Belley, Sion e Aosta, al disgregarsi del regno di Borgogna (1032) si schierò dalla parte di Corrado II ottenendone in premio la contea di Moriana in Val d'Isère e il Chiablese (ca. 1034).
A lui succedettero i figli Amedeo I (†~1051) e Oddone (†1060) che, sposando Adelaide di Susa, figlia ed erede di Olderico Manfredi II, signore di Torino, Susa, Ivrea, Pinerolo e Caraglio, espanse notevolmente i suoi domini in Piemonte. Da lui nacquero Berta (*1051 †1087) e Adelaide (†1079), future mogli rispettivamente di Enrico IV e di Rodolfo di Svevia, e i successori Pietro I (*~1048 †1078) e Amedeo II (†1080) che esercitarono però un potere più che altro nominale, giacché l'effettivo governo della contea rimase nelle salde mani di Adelaide fino alla sua morte.
La Corona passò quindi in linea diretta maschile a:
- Umberto II il Rinforzato (†1103) che si vide usurpare molti dei territori piemontesi da ribelli e pretendenti all'eredità di Adelaide;
- Amedeo III (*~1094 †1148), la cui sorella Adelaide (*1092 †1154) sposò nel 1115 il re di Francia Luigi il Grosso e la cui figlia Matilde (o Mafalda †1158) andò in moglie ad Alfonso I del Portogallo (ca. 1146);
- Umberto III il Beato (*1136 †1189), fieramente avverso al Barbarossa e per questo messo al bando dell'Impero;
- Tommaso I (*1178 †1233), nominato nel 1225 vicario imperiale da Federico II di Svevia, cominciò a ristabilire i domini della casata in Piemonte e ampliò i possessi d'Oltralpe.

Alla morte di Tommaso I gli antagonismi da tempo serpeggianti tra i membri della famiglia portarono (1233) alla divisione dei possedimenti tra Amedeo IV (*~1197 †1253) - che mantenne, oltre al dominio diretto sui beni d'Oltralpe, la superiorità feudale e il titolo di conte di Savoia - e Tommaso II, suo fratello, che ricevette dal primo le terre d'Italia da Avigliana in giù e assunse il titolo di signore di Piemonte.

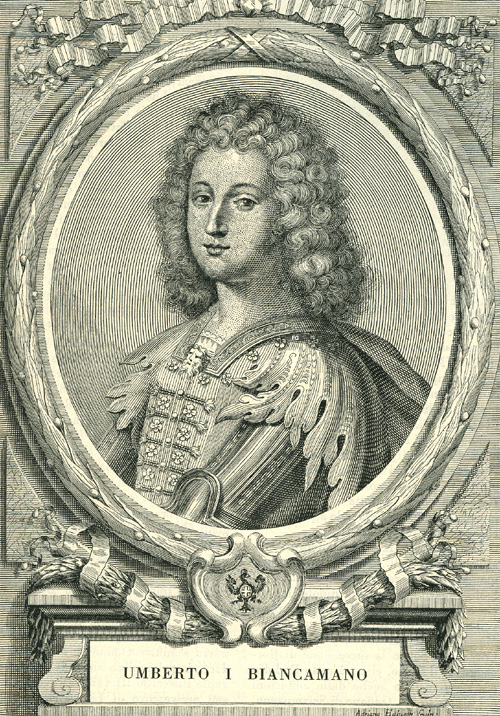
Il fondatore della casata, Umberto I "Biancamano"
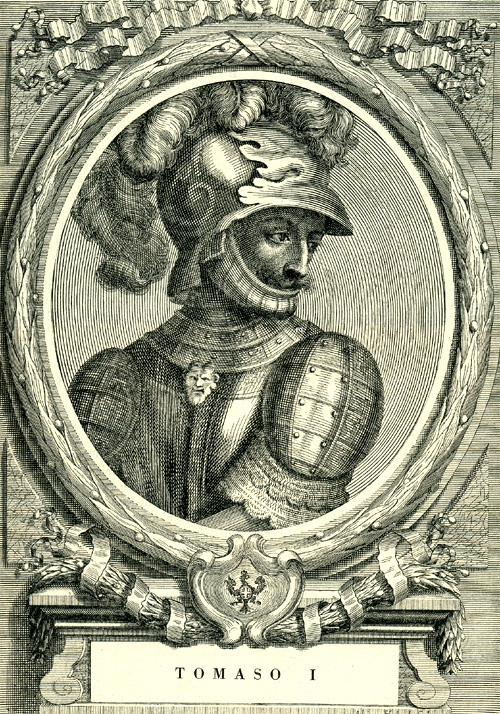
Tommaso I
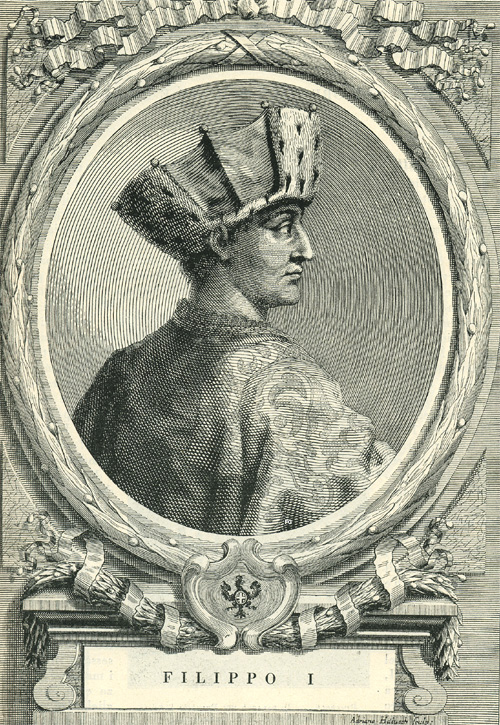
Filippo I
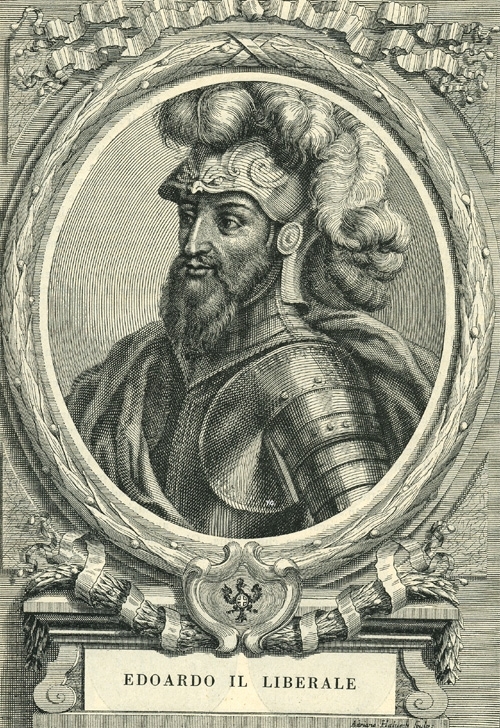
Edoardo il Liberale
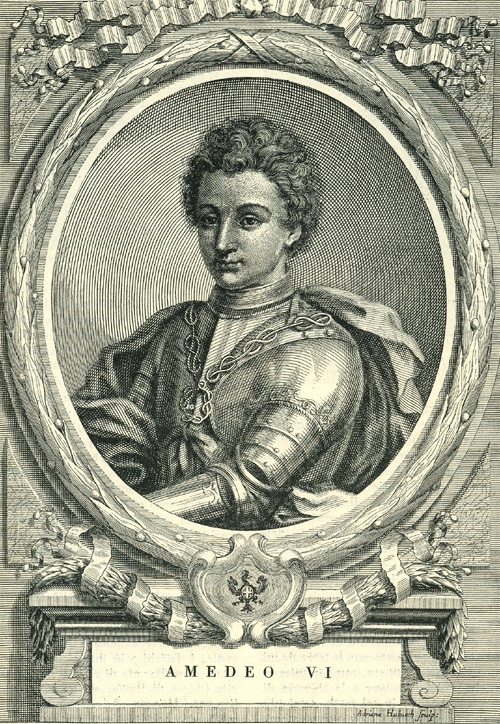
Amedeo VI
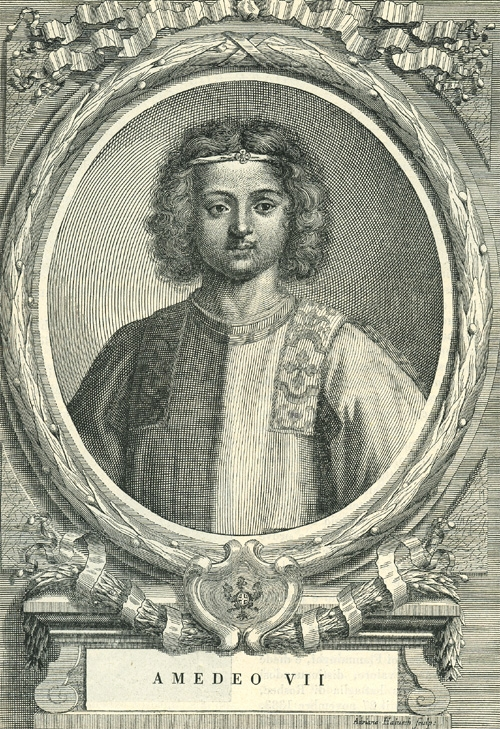
Amedeo VII
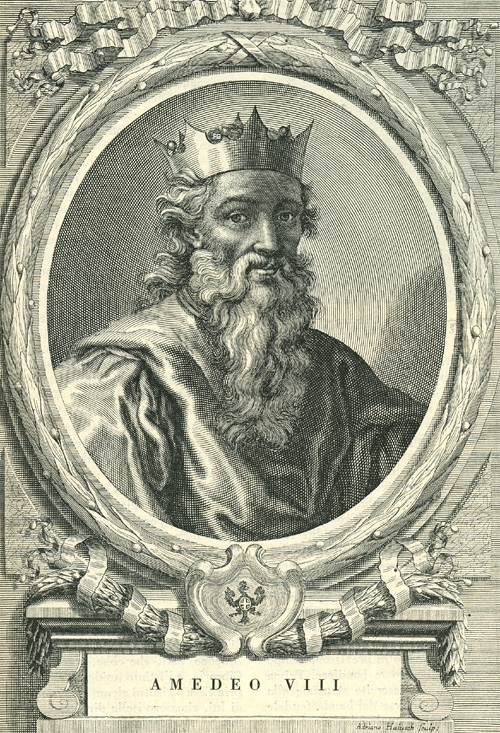
L'ultimo conte e primo duca Amedeo VIII

Ad Amedeo IV, la cui figlia primogenita Beatrice (* ante 1259) aveva sposato nel 1247 Manfredi di Hohenstaufen poi re di Sicilia, succedette Bonifacio (*1244 †1263), sotto reggenza della madre Cecilia del Balzo sino al 1259; alla sua morte gli subentrò (contro la volontà del padre che aveva stabilito gli succedessero Tommaso II, figlio primogenito di Tommaso I) prima lo zio Pietro II detto il Piccolo Carlo Magno (*1203 †1268) e poi Filippo I (*1207 †1285), fratello del precedente.
Dopo di lui salì al trono nel 1285 Amedeo V il Grande, (*1252/53 †1323), figlio secondogenito di Tommaso II, ma le opposizioni dei parenti a lui contrari vennero sopite soltanto in seguito a una decisione arbitrale del 1285 che portò a un'ulteriore divisione dei beni della casa. In base a essa ad Amedeo V e ai suoi discendenti maschi venne infatti riconosciuta la contea di Savoia e la superiorità feudale su ogni ramo della famiglia; il paese di Vaud venne assegnato al fratello di Amedeo, Ludovico I (*1250 †1302), che diede in tal modo origine alla linea dei Savoia-Vaud - estintasi poi nel 1359 quando Caterina (m. 1373), figlia di Ludovico II (+~1269 †1348), cedette per denaro i suoi possessi ad Amedeo VI -, e una parte del Piemonte (gli altri due terzi rimasero nominalmente ad Amedeo V) venne confermata al nipote di Tommaso II, Filippo I (*1274 †1334), iniziatore della linea che fu detta dei Savoia-Acaia in seguito al suo matrimonio (*1301) con Isabella di Villehardouin erede del Principato d'Acaia.
Ad Amedeo V succedettero i due figli maschi: prima Edoardo il Liberale (*1284 †1329) e poi Aimone il Pacifico (*1291 †1343), mentre una delle loro sorelle, Anna, nel 1326 andò in moglie ad Andronico III Paleologo imperatore bizantino.
Dopo Aimone, la cui secondogenita Bianca nel 1350 sposò Galeazzo II Visconti, salì al potere nel 1343 Amedeo VI detto il Conte Verde (*1334 †1383), marito di Bona di Borbone e abile politico che nel 1359 riuscì a riannettere alla Corona le terre di Vaud.

### Duchi di Savoia

Gli Stati italiani nel 1494

A lui succedettero in linea diretta Amedeo VII detto il Conte Rosso (*1360 †1391), la cui tragica morte determinò violente lotte tra la madre e la moglie Bona di Berry; Amedeo VIII detto il Pacifico (*1383 †1451), che ottenne dall'Imperatore Sigismondo la promozione da Conte a Duca di Savoia (*1416), e che dopo l'estinzione del ramo di Acaia (*1418) annesse definitivamente il Piemonte al ducato; Ludovico (*1413 †1465), luogotenente per conto del padre dal 1434 e vano pretendente alla successione di Filippo Maria Visconti che nel 1428 aveva sposato sua sorella Maria (*1411 †1469); Amedeo IX il Beato (*1435 †1472), una sorella del quale, Carlotta (*1445 †1483), sposò nel 1451 il delfino di Francia, il futuro re Luigi XI; e infine Filiberto I il Cacciatore (*1465 †1482) sotto reggenza della madre Iolanda di Valois, sorella di Luigi XI; questi fu continuamente insidiato dai parenti che si impadronirono a più riprese delle sue terre.
A Filiberto subentrò il fratello Carlo I il Guerriero (*1468 †1490) che nel 1485 assunse anche il titolo di re di Cipro, re di Gerusalemme e di Armenia cedutogli in cambio di una pensione di 4 300 fiorini annui da Carlotta di Lusignano moglie del fratello di Amedeo IX, Luigi di Savoia, che si considerava ancora regina nonostante avesse perso tali titoli nel 1464, quando fu spodestata dal fratellastro Giacomo II di Cipro.
A lui succedette Carlo Giovanni Amedeo (*1489 †1496) che, morto ancora bambino, lasciò il ducato al prozio, conte di Bresse, Filippo II il Senza Terra (*1443 †1497), cui seguirono i figli Filiberto II il Bello (*1480 †1504) che lasciò l'amministrazione dello Stato al fratellastro Renato detto il Gran Bastardo e Carlo II di Savoia detto il Buono (*1486 †1553) che perse quasi tutti i suoi possessi durante le guerre tra Francia e Spagna.
Uno dei fratelli di quest'ultimo, Filippo di Savoia-Nemours (*1490 †1533), venne investito da Francesco I di Francia del ducato di Nemours (*1528) e diede inizio al ramo dei Savoia-Nemours, che fu reso illustre da Giacomo e da Enrico e che si estinse nel 1659 con suo nipote Enrico (*1625 †1659).
A Carlo II succedette il figlio Emanuele Filiberto di Savoia, detto Testa di Ferro (*1528 †1580), marito di Margherita di Valois e restauratore dello Stato sabaudo. Dopo la sua morte ebbe il ducato dal 1580 il figlio Carlo Emanuele I (*1562 †1630) da cui nacquero, tra gli altri, Emanuele Filippo (*1586 †1605), morto precocemente; Vittorio Amedeo I (*1587 †1637), suo successore dal 1630; Filiberto (*1588 †1624), valoroso generale al servizio della Spagna, che nel 1614 sventò il tentativo di sbarco in Sicilia dei Turchi; Maurizio, cardinale; e Tommaso Francesco, capostipite delle linee Savoia-Carignano e Savoia-Soissons.
Alla morte di Vittorio Amedeo I, che lasciò lo Stato praticamente vassallo di Luigi XIII, tenne la reggenza la vedova Cristina di Borbone-Francia detta Madama reale, che dovette combattere accanitamente con Maurizio e Tommaso Francesco per conservare la Corona ai figli Francesco Giacinto (*1632 †1638) e Carlo Emanuele II (*1634 †1675).

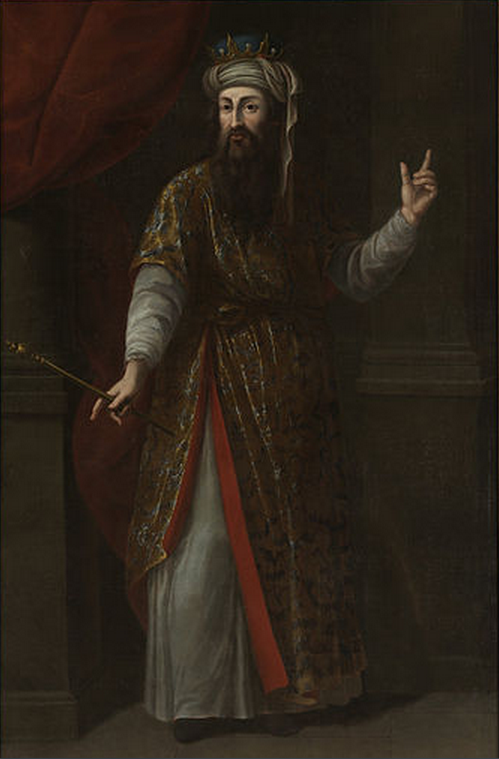
L'ultimo conte e primo duca Amedeo VIII
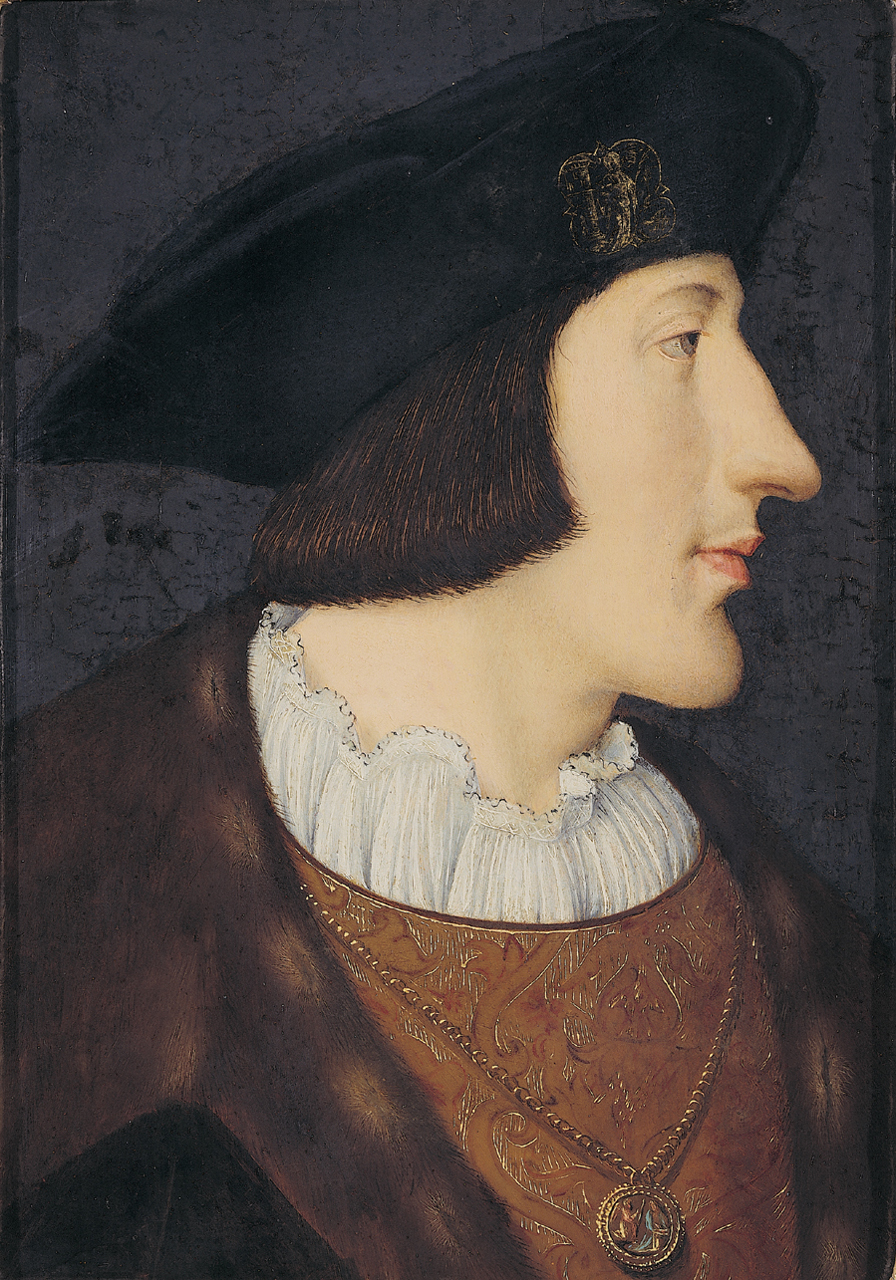
Carlo II, perse quasi tutti i territori del ducato
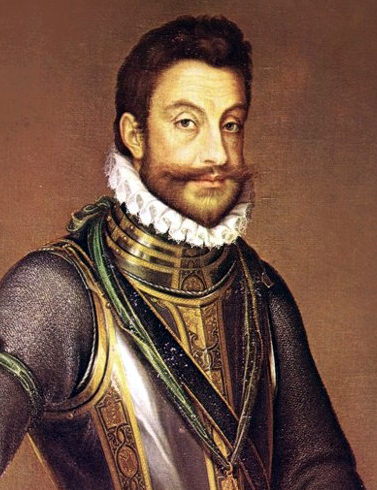
Emanuele Filiberto I, Testa di Ferro, che ristabilì il potere della dinastia
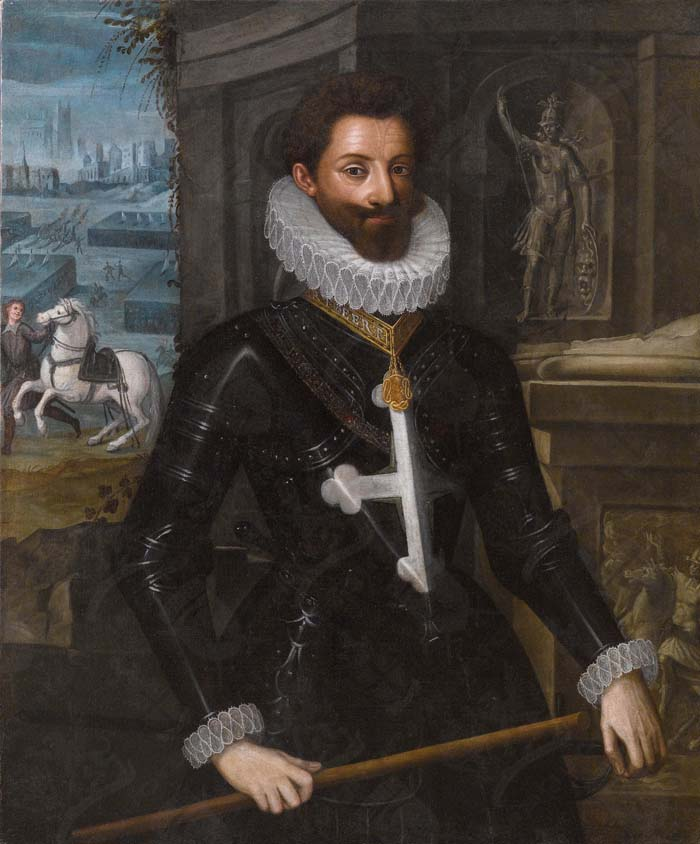
Carlo Emanuele I
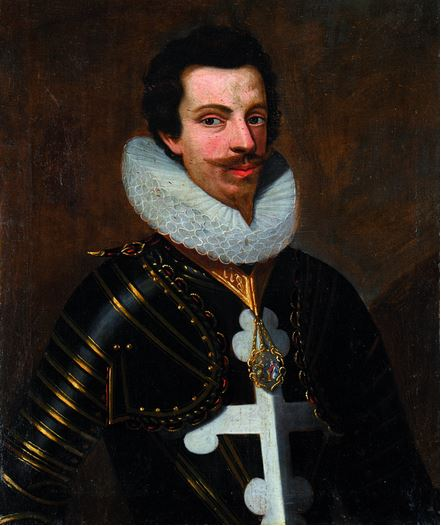
Vittorio Amedeo I
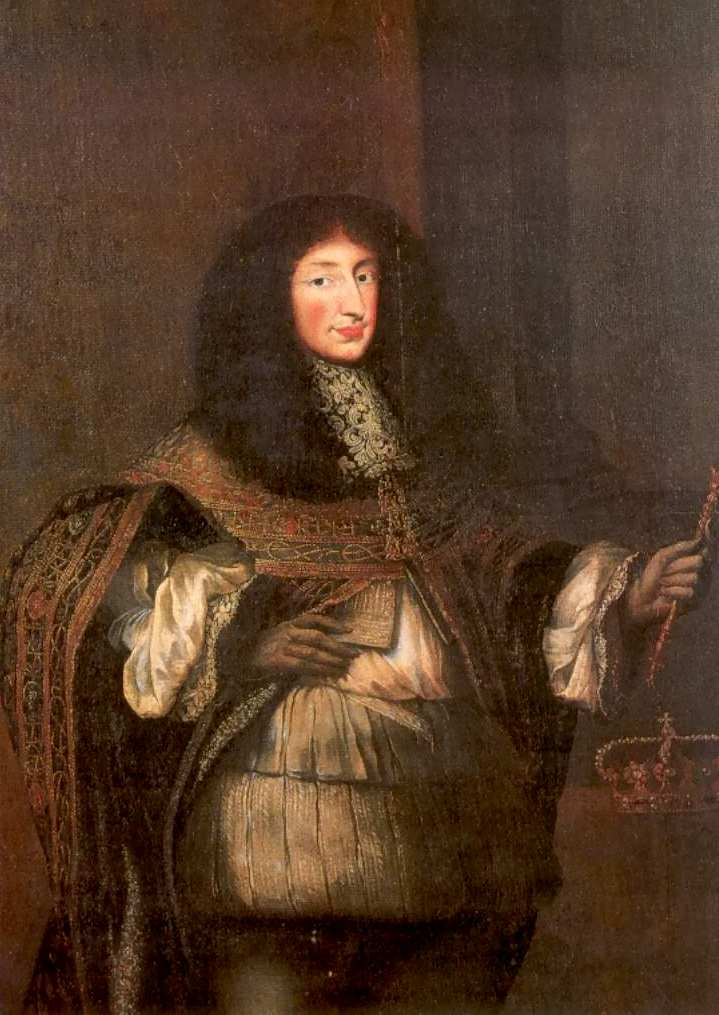
Carlo Emanuele II
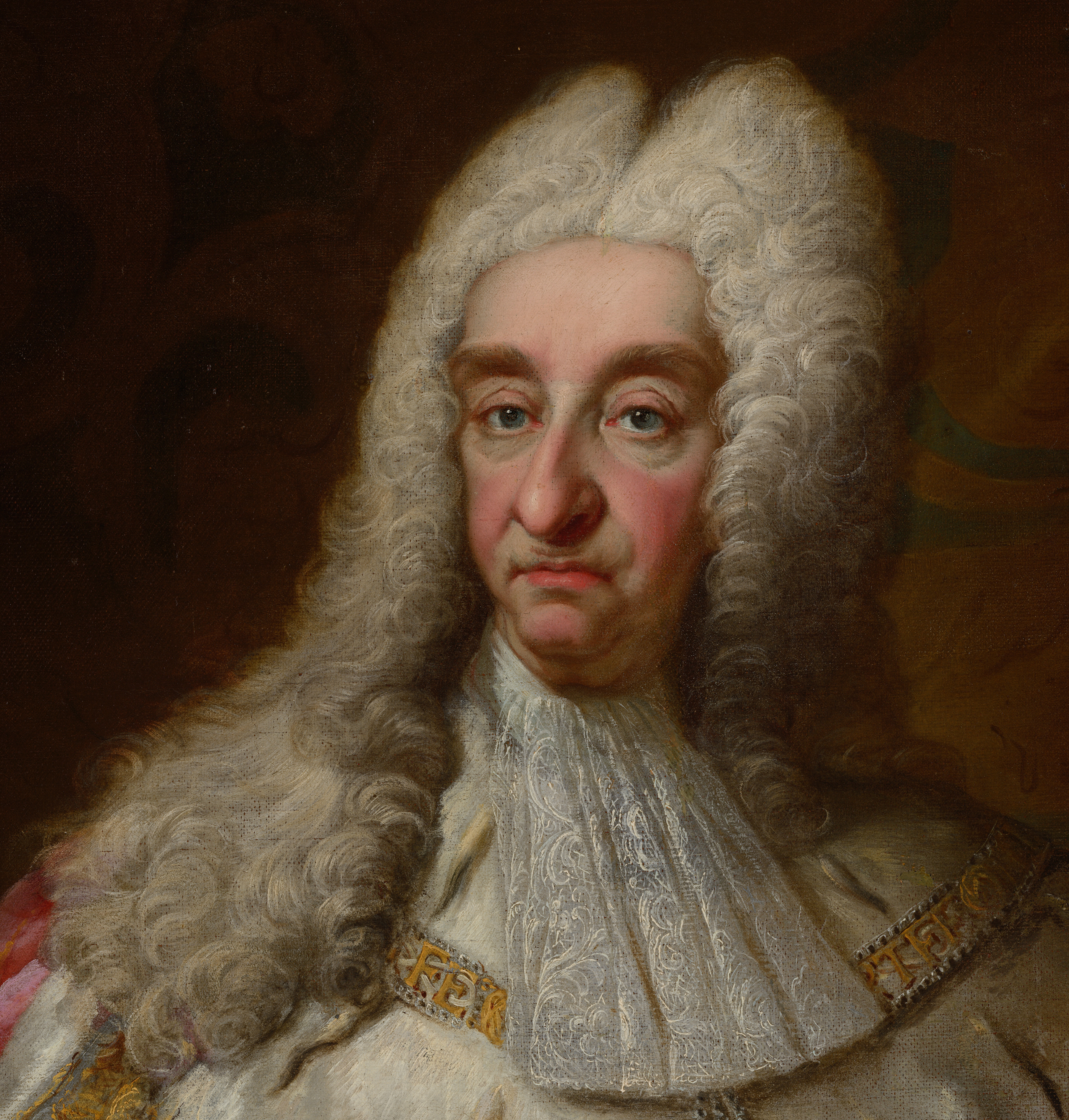
Il primo re non solamente titolare di Casa Savoia, Vittorio Amedeo II

### Reali di Sicilia

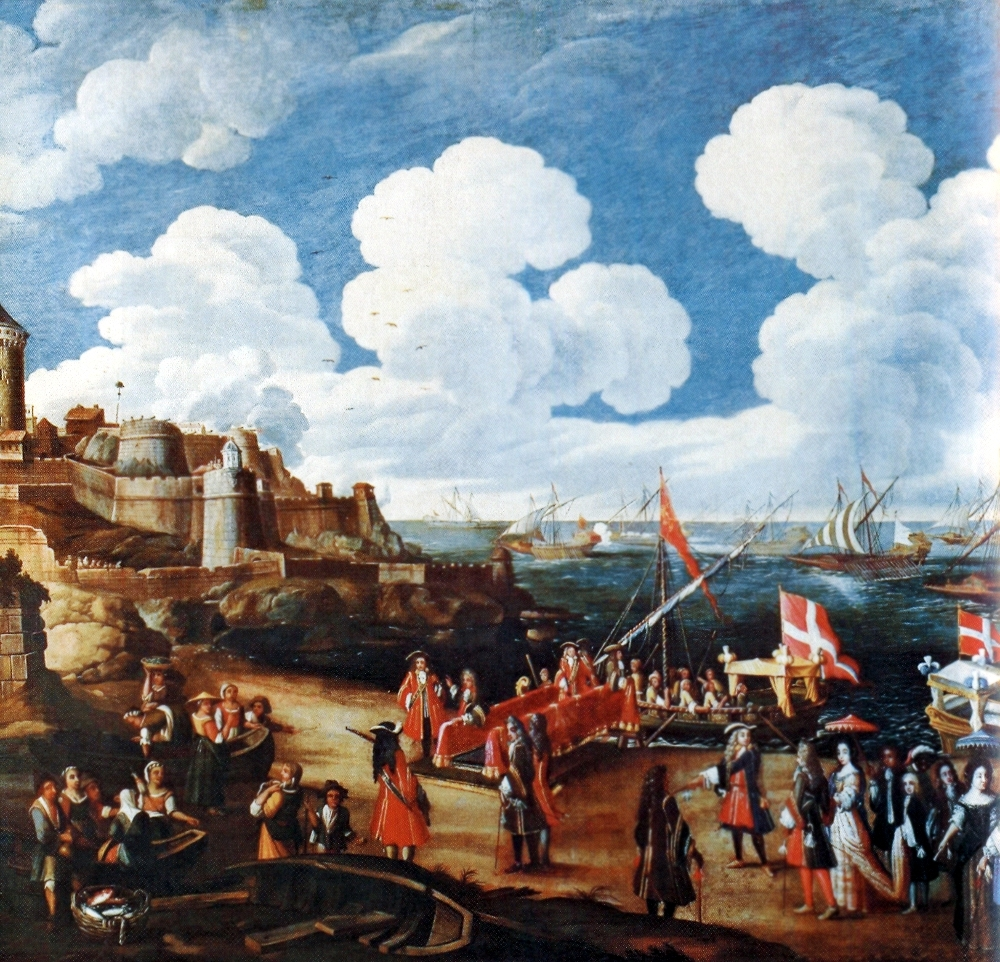
I duchi di Savoia salpano da Nizza per Palermo il 3 ottobre 1713 per essere incoronati reali di Sicilia.

I Savoia agognavano da tempo al titolo regio. Anche se dalla fine del XV secolo rivendicavano la Corona di Cipro, Gerusalemme e Armenia, avendo formalmente ereditato questi domini dalla Casa di Lusignano, l'effettiva occasione per trasformare il Ducato in Regno si presentò soltanto con Vittorio Amedeo II (*1666 †1732), figlio e successore di Carlo Emanuele II, il quale, attraverso la partecipazione alla guerra di successione spagnola rafforzò i suoi domini. Nel 1713 così Filippo V di Spagna (Filippo IV di Sicilia) cedette il regno di Sicilia al duca di Savoia Vittorio Amedeo II. Il 27 luglio, Vittorio Amedeo II, in procinto di partire per la Sicilia, nominò suo figlio Carlo Emanuele, principe del Piemonte, luogotenente degli Stati di terraferma; ma il ragazzo non aveva che sedici anni e fu dunque assistito da un Consiglio di Reggenza. Il 23 ottobre il nuovo re arrivò a Palermo, e il 24 dicembre, dopo una sontuosa cerimonia nella Cattedrale di Palermo, Vittorio Amedeo II e la moglie Anna Maria di Borbone-Orléans ricevettero la corona di re di Sicilia. Restarono in Sicilia fino al 7 settembre 1714 e poi tornarono a Torino. Da Vienna intanto arrivò la proposta di aderire alla ormai siglata Quadruplice Alleanza in cambio del titolo di Re di Sardegna. Con il Trattato dell'Aia del 1720 scambiò così la Sicilia con la Sardegna.

### Reali di Sardegna

Gli stati italiani nel 1796

Nel 1720 i Savoia poterono finalmente prendere possesso dell'isola e Vittorio Amedeo II venne incoronato Re di Sardegna. Tuttavia la capitale rimase Torino e il baricentro dello stato in Piemonte.
Nel 1730, in seguito all'abdicazione di Vittorio Amedeo II, ascese al trono Carlo Emanuele III (*1701 †1773), il quale allargò i confini dello Stato sino al Ticino e le cui sorelle Adelaide (*1685 †1712) e Maria Luisa Gabriella (*1688 †1714) sposarono rispettivamente nel 1697 Luigi di Borbone-Francia e, nel 1701, Filippo V re di Spagna.
Dal 1773 fu Re Vittorio Amedeo III (*1726 †1796), che venne sconfitto da Napoleone e dovette assoggettarsi all'umiliante Armistizio di Cherasco; salirono poi al trono l'uno dopo l'altro i figli Carlo Emanuele IV (*1751 †1819), privato di tutti i possessi eccetto la Sardegna, Vittorio Emanuele I (*1759 †1824), costretto ad abdicare dai moti rivoluzionari liberali nel 1821, e Carlo Felice (*1756 †1831) regnante dal 1821, ultimo sovrano del ramo diretto.
Le principesse di questo periodo, invece, si segnalarono per illustri matrimoni. Tra le figlie di Vittorio Amedeo III, infatti, Maria Giuseppina (*1753 †1810) sposò nel 1771 il conte di Provenza, poi re di Francia col nome di Luigi XVIII, e Maria Teresa (*1756 †1805) andò in moglie nel 1773 al conte di Artois poi Carlo X; mentre le figlie di Vittorio Emanuele I, Maria Beatrice Vittoria (*1792 †1840), Maria Anna (*1803 †1884) e Maria Cristina (*1812 †1836) sposarono rispettivamente nel 1821 Francesco IV duca di Modena, nel 1831 Ferdinando I Imperatore d'Austria e, nel 1832, Ferdinando II di Borbone re delle due Sicilie. L'ultimogenita, Maria Teresa, sposò Carlo II duca di Lucca e poi di Parma.
Dopo la morte di Carlo Felice che, come s'è accennato, non lasciò discendenza, la successione al trono passò alla linea laterale più prossima e cioè a quella dei Savoia-Carignano rappresentata da Carlo Alberto (*1798 †1849) che abdicò dopo la prima guerra d'indipendenza contro l'Austria, mentre sua sorella Maria Elisabetta (*1800 †1856) aveva sposato nel 1820 l'arciduca Ranieri Giuseppe d'Asburgo-Lorena viceré del Lombardo-Veneto.

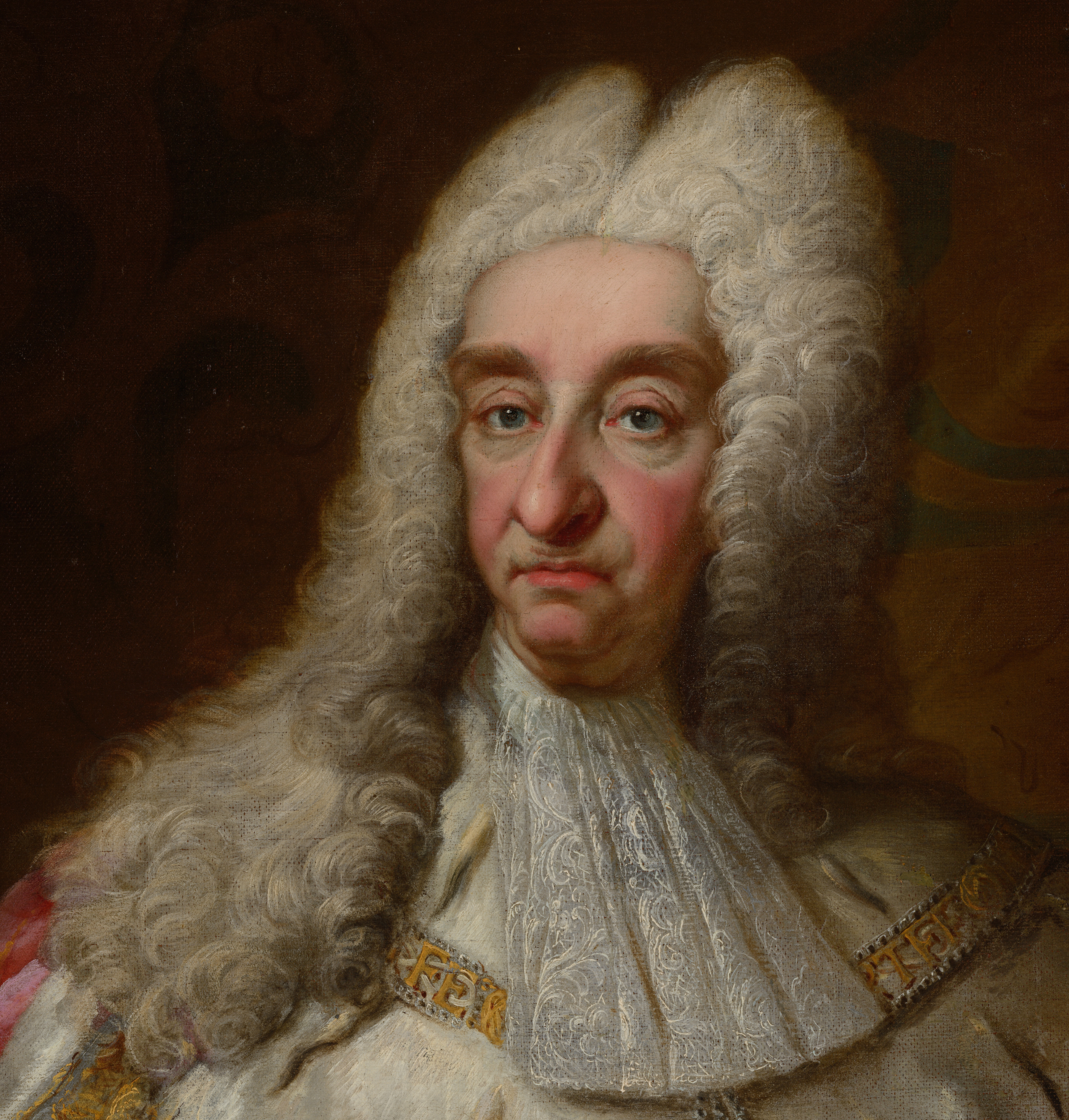
Vittorio Amedeo II, re di Sicilia prima e Sardegna dopo
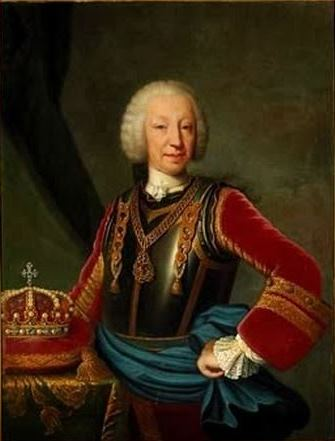
Carlo Emanuele III
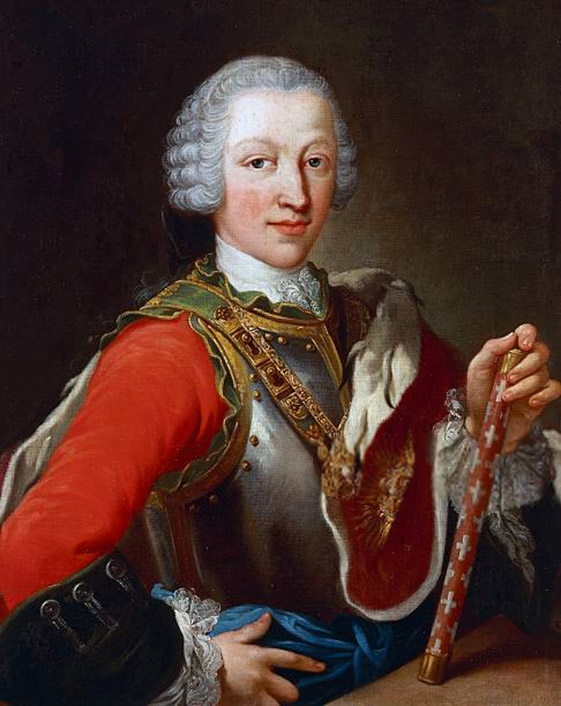
Vittorio Amedeo III
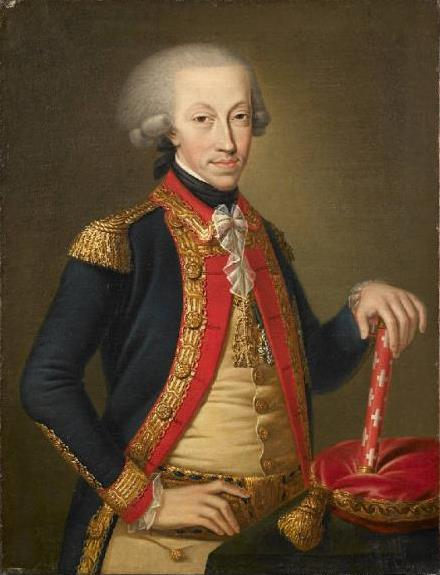
Carlo Emanuele IV
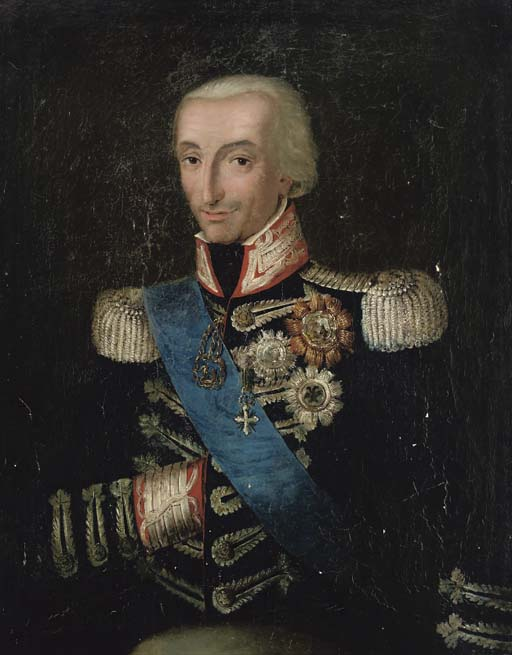
Vittorio Emanuele I
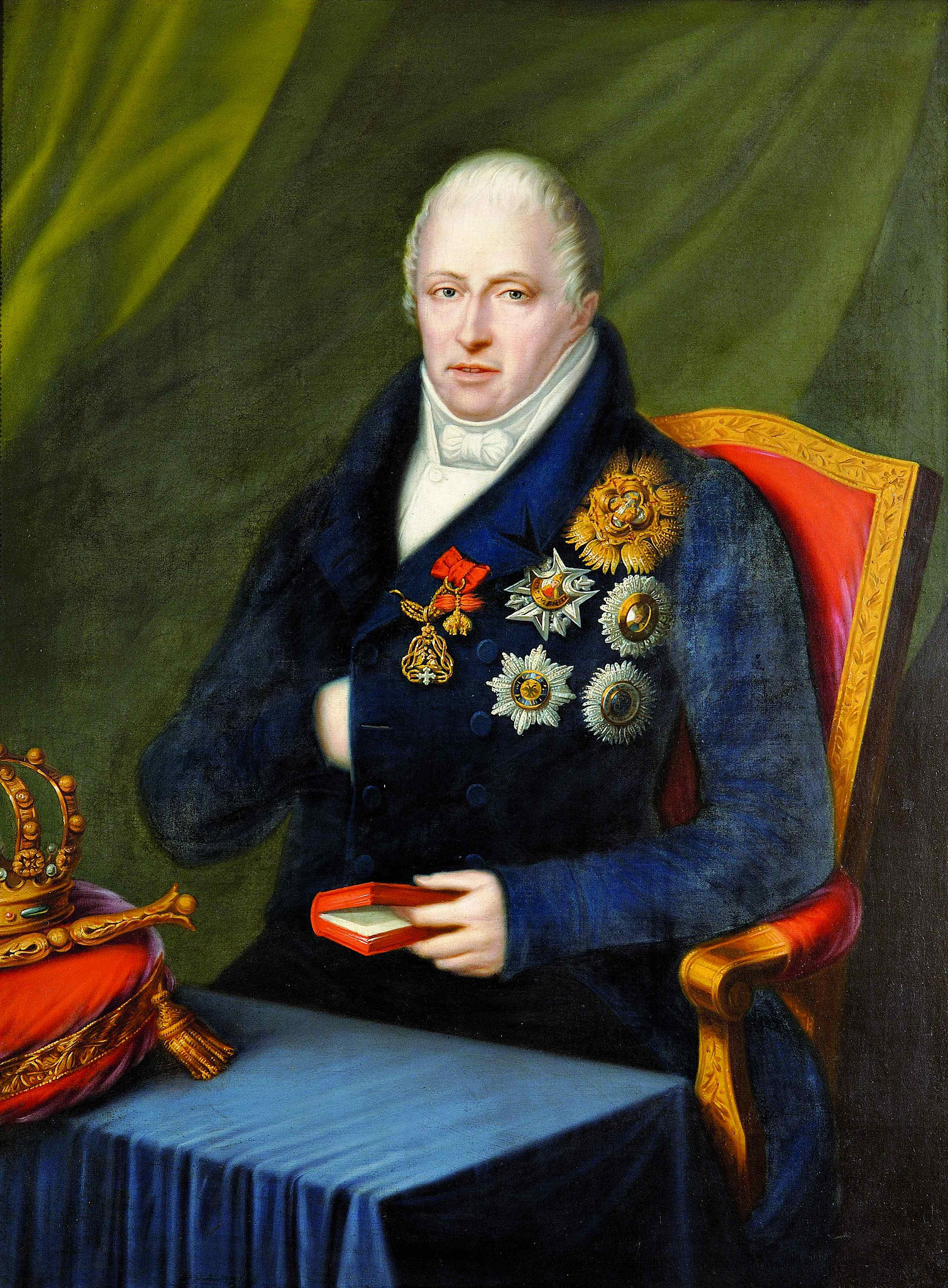
Carlo Felice, ultimo esponente del ramo principale dei Savoia
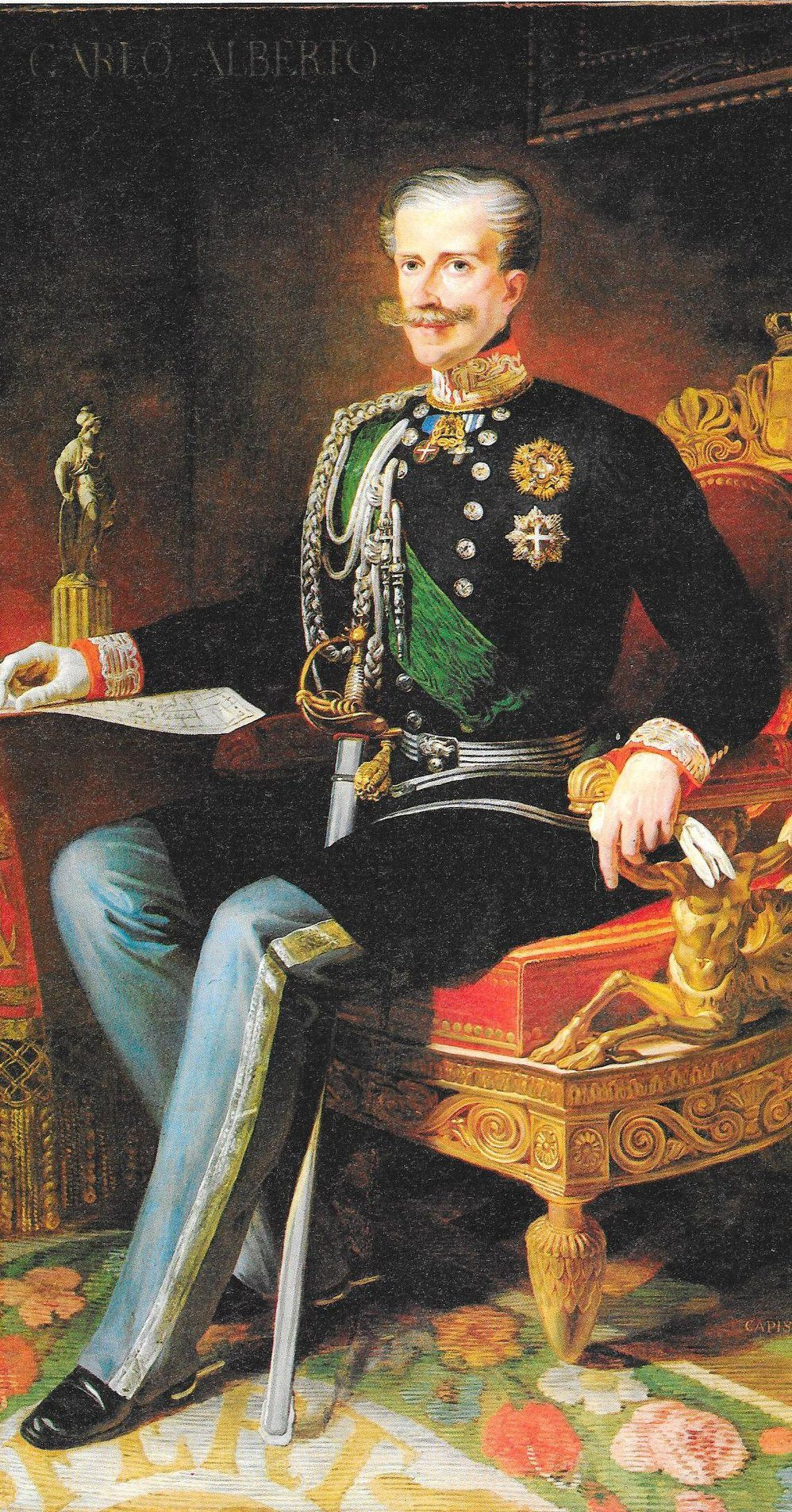
Carlo Alberto, padre dell'ultimo re di Sardegna Vittorio Emanuele II

### Unità e Reali d'Italia

L'Italia nel 1861

A Carlo Alberto di Savoia, esponente del ramo Savoia-Carignano (originatosi dal citato Tommaso Francesco (*1596 †1656), figlio di Carlo Emanuele I e fratello di Vittorio Amedeo I), succedettero:
- Vittorio Emanuele II (*1820 †1878), sposato con la principessa Maria Adelaide d'Asburgo-Lorena, solo re di Sardegna fino al 1861 e da quell'anno anche primo re dell'Italia unita; da cui nacque:[16]
- Umberto I (*1844 †1900), la cui sorella Clotilde, contessa di Moncalieri, sposò (*1859) Napoleone Girolamo Bonaparte e il cui fratello Amedeo Ferdinando Maria (*1845 †1890), prendendo in moglie Maria Vittoria dal Pozzo della Cisterna (*1867), diede origine al ramo dei Savoia-Aosta e fu anche re di Spagna (1870-1873), l'altra sorella Maria Pia sposò il re del Portogallo Luigi I; sposato con la principessa Margherita di Savoia-Genova; da cui nacque:
- Vittorio Emanuele III (1869-1947), re d'Italia (*1900 †1946), imperatore d'Etiopia (*1936 †1945) e re d'Albania (*1939 †1945), sposato con la principessa Elena del Montenegro, da cui nacquero:

Iolanda (*1901 †1988), sposata col conte Giorgio Carlo Calvi di Bergolo,
Mafalda (*1902 †1944), sposata col principe Filippo d'Assia,
Umberto II (*1904 †1983), luogotenente del regno dal 5 giugno 1944 al 9 maggio 1946, ultimo re d'Italia dal 9 maggio al 18 giugno 1946, sposato con Maria José del Belgio (*1906 †2001)
Giovanna (*1907 †2000), sposata con lo zar di Bulgaria Boris III,
Maria (*1914 †2001), sposata col principe Luigi di Borbone-Parma.

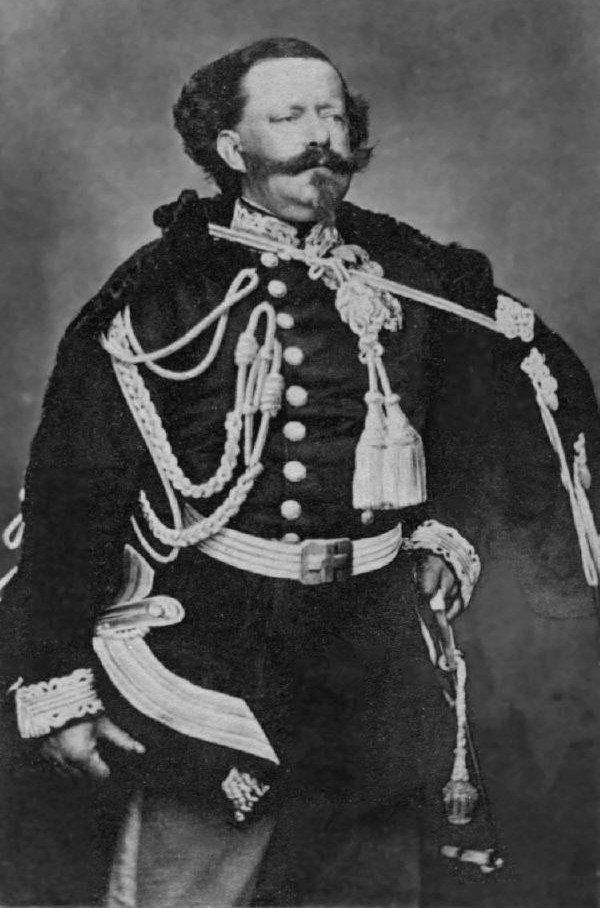
Vittorio Emanuele II, "Padre della Patria" e primo re d'Italia, il "Galantuomo"
Umberto I il "Re Buono"
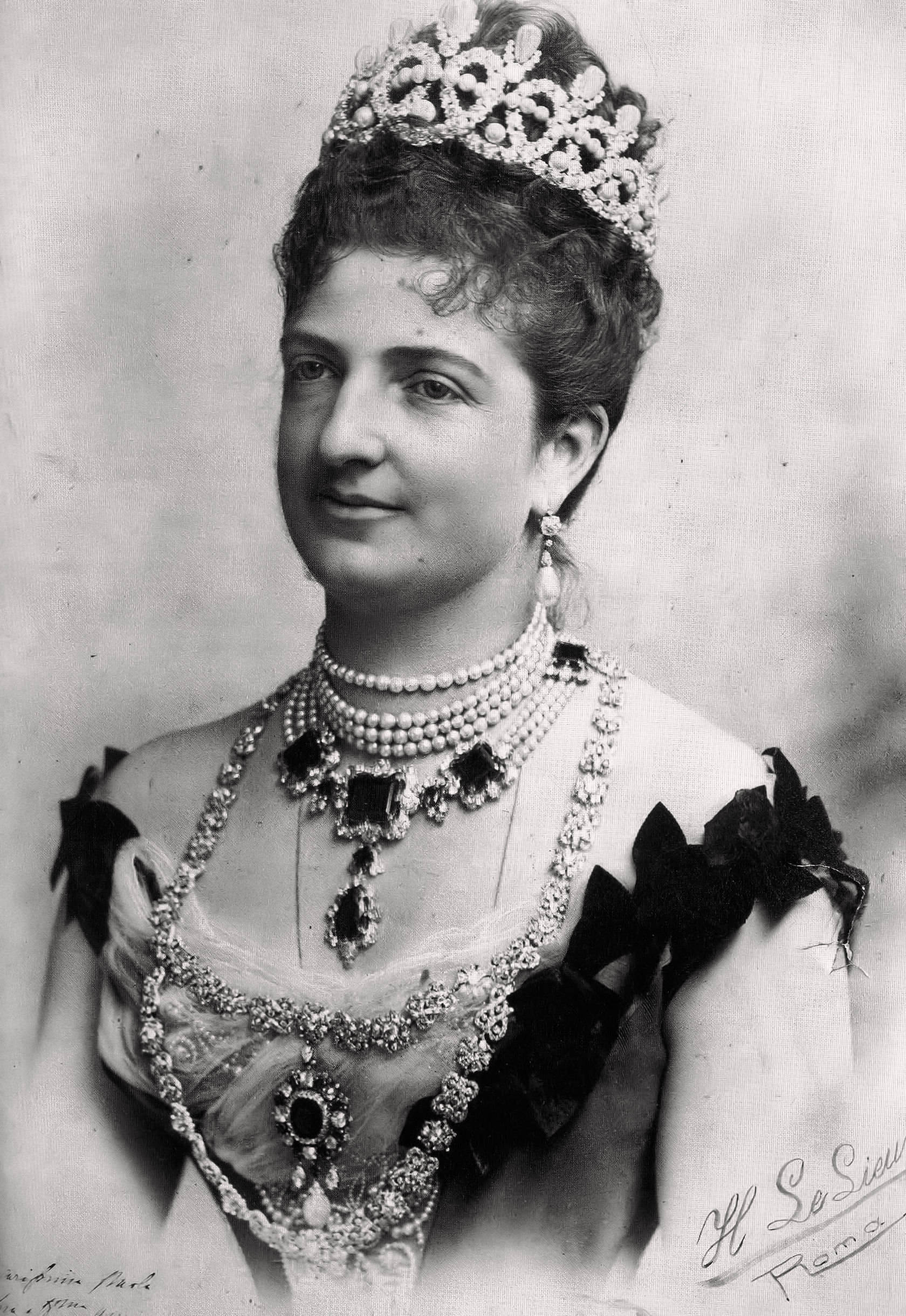
Margherita di Savoia, prima regina consorte d'Italia e moglie di Umberto I
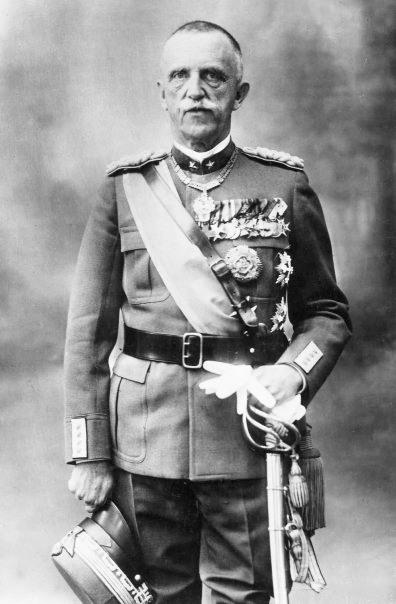
Vittorio Emanuele III, il "Re Soldato"
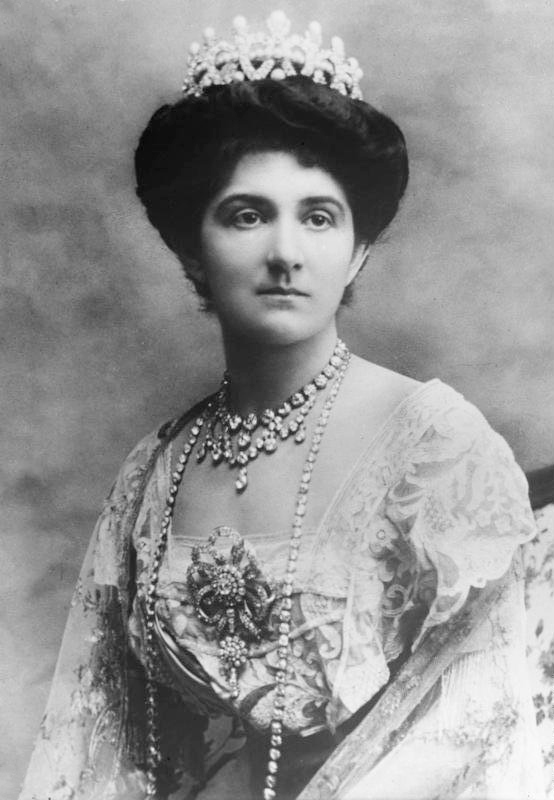
Elena del Montenegro
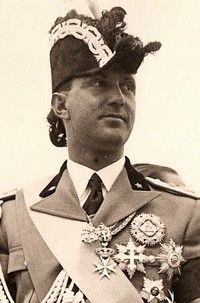
Umberto II, ultimo sovrano di Casa Savoia, il “Re di Maggio”
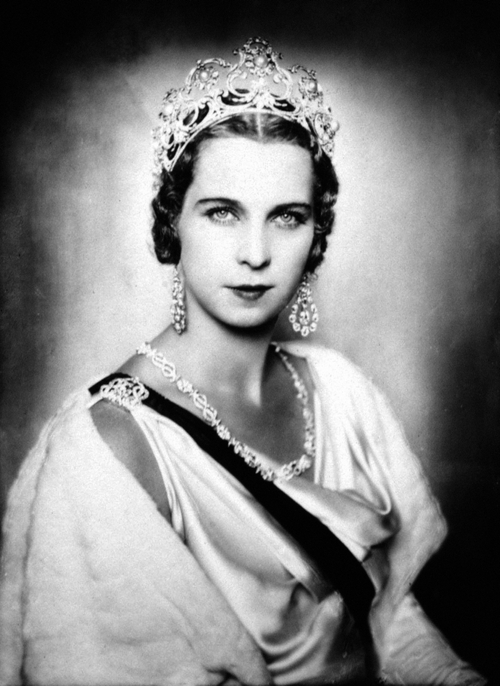
Maria José del Belgio, ultima regina consorte d'Italia, famosa per il suo antifascismo

### Dopo la nascita della Repubblica Italiana
Da Umberto II e Maria José nacquero:
- Maria Pia (*1934), sposata col principe Alessandro di Jugoslavia e madre di Dimitri e Michele (*1958) e di Elena e Sergio (*1963); con secondo matrimonio ha sposato il principe Michele di Borbone-Parma;
- Vittorio Emanuele (*1937 †2024), sposato con Marina Ricolfi Doria e padre di:

Emanuele Filiberto (*1972), sposato con Clotilde Courau e padre di Vittoria (*2003) e Luisa (*2006);
- Maria Gabriella (*1940), sposata con il finanziere Robert de Balkany e madre di Maria Elisabetta Zellinger de Balkany;
- Maria Beatrice (*1943), sposata con il diplomatico messicano Luis Reyna e madre di Raffaello (*1971 †1994) e Asaea (*1973).

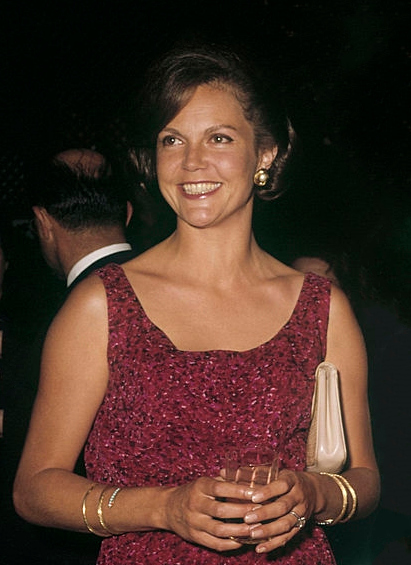
Maria Pia
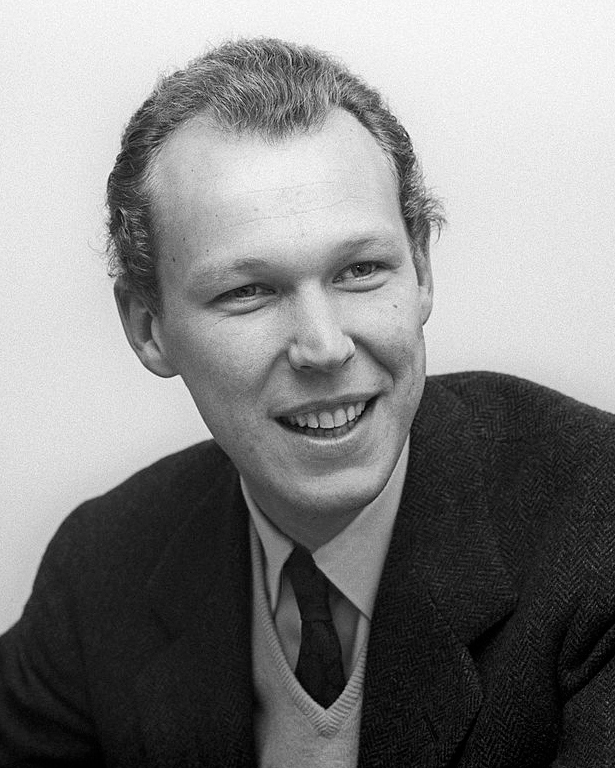
Vittorio Emanuele
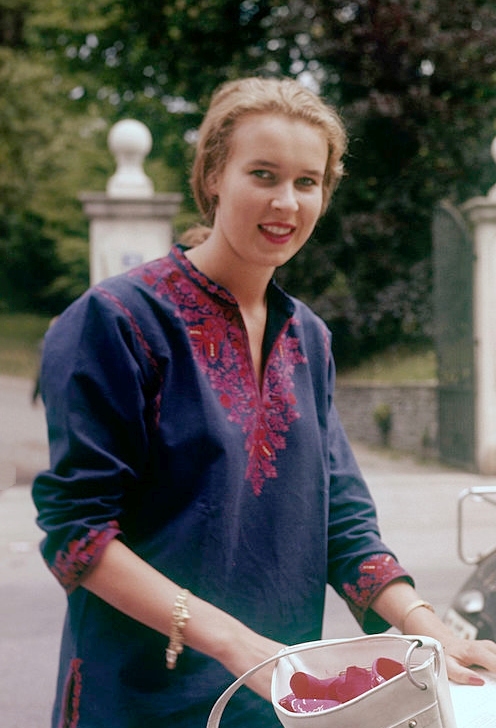
Maria Gabriella
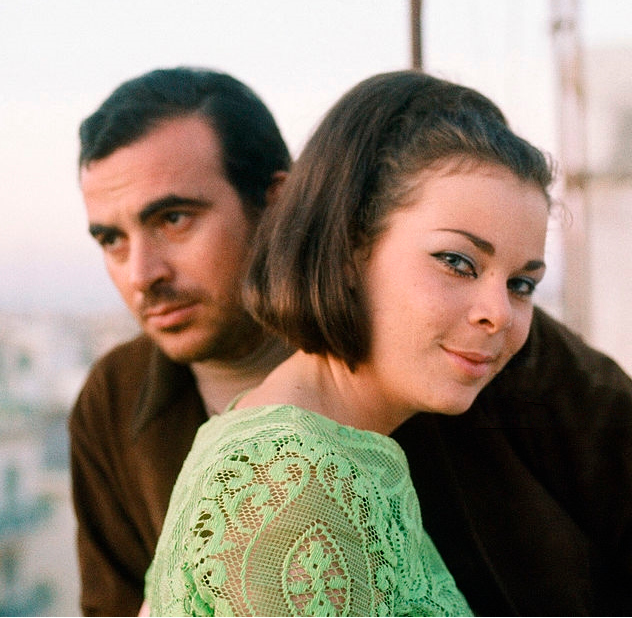
Maria Beatrice

## Rami cadetti

### Savoia-Aosta

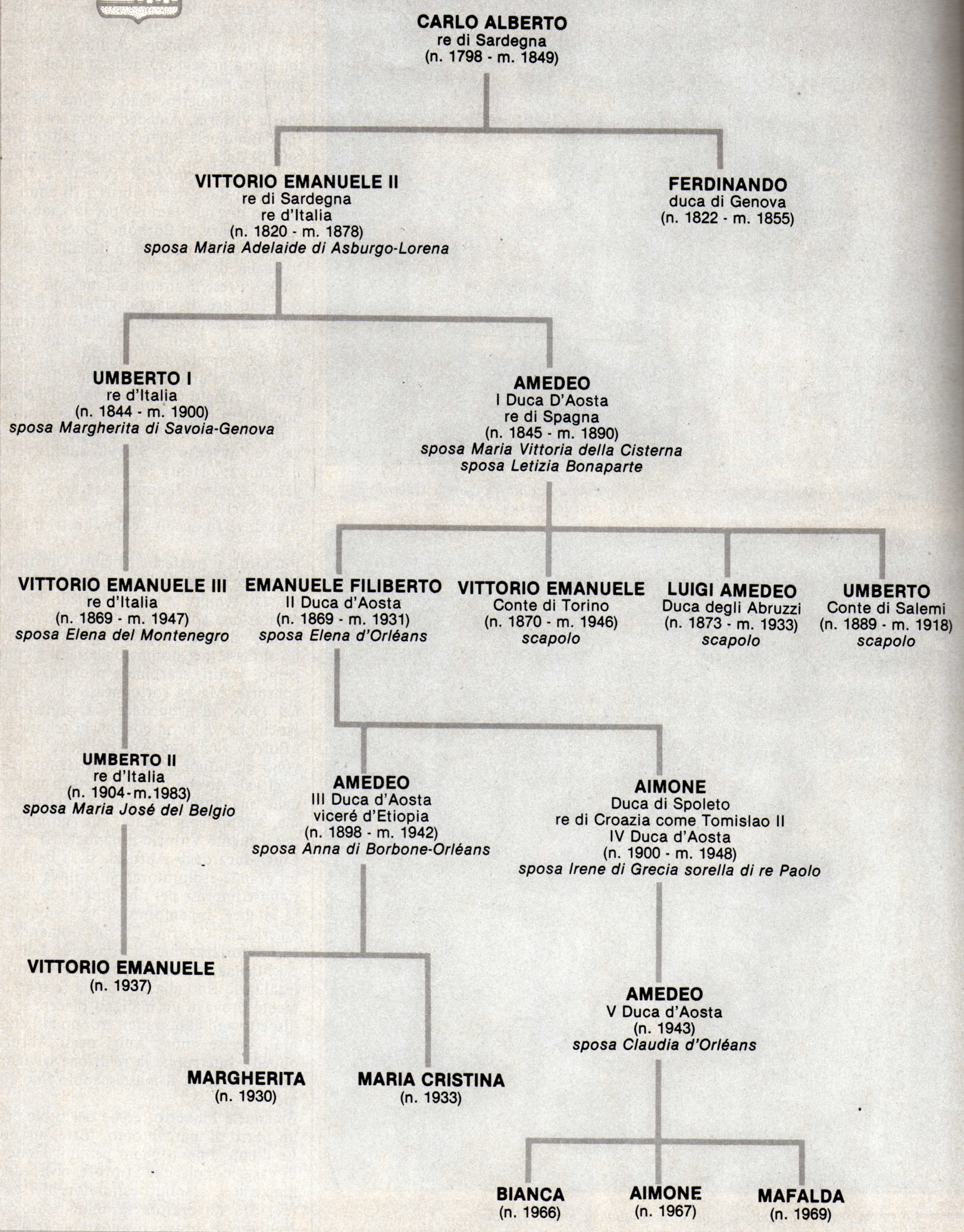
Albero genealogico dei Savoia Aosta

Da Amedeo Ferdinando Maria (*1845 †1890), duca d'Aosta e re di Spagna dal 1870 al 1873, figlio di Vittorio Emanuele II, derivò infine la linea dei Savoia-Aosta.
Da lui nacquero infatti Emanuele Filiberto (*1869 †1931), Vittorio Emanuele di Savoia-Aosta, conte di Torino (*1870 †1946), comandante generale dell'arma di cavalleria nella Grande guerra, Luigi Amedeo di Savoia-Aosta, duca degli Abruzzi, e Umberto, conte di Salemi (*1889 †1918).
Nel 1895 Emanuele Filiberto sposò Elena d'Orléans, da cui ebbe Amedeo, duca d'Aosta e viceré d'Etiopia dal 1937, e Aimone (*1900 †1948), duca prima di Spoleto e poi, nel 1942 d'Aosta, nominalmente re di Croazia dal 1941 al 1943, sposato con la principessa Irene di Grecia. Suo figlio Amedeo (*1943 †2021), si è sposato in prime nozze con la principessa Claudia d’Orléans e in seconde nozze con Silvia Paternò dei marchesi di Regiovanni. Amedeo ha un figlio, Aimone, nato nel 1967, e sposato con la principessa Olga di Grecia, da cui ha avuto Umberto nato a Parigi il 7 marzo 2009, Amedeo, nato a Parigi il 24 maggio 2011 e Isabella, nata a Parigi il 14 dicembre 2012.

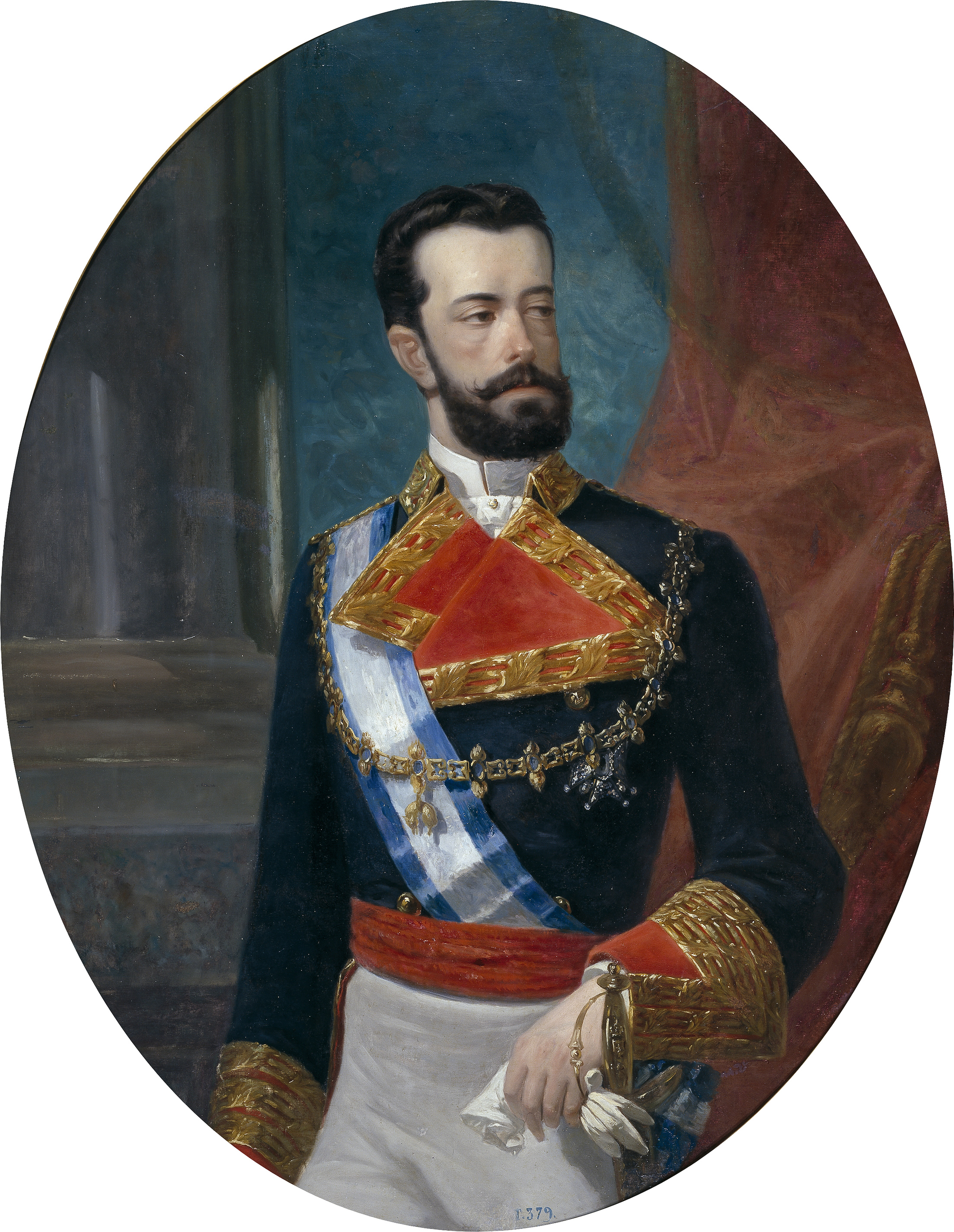
Amedeo, I duca d'Aosta e re di Spagna
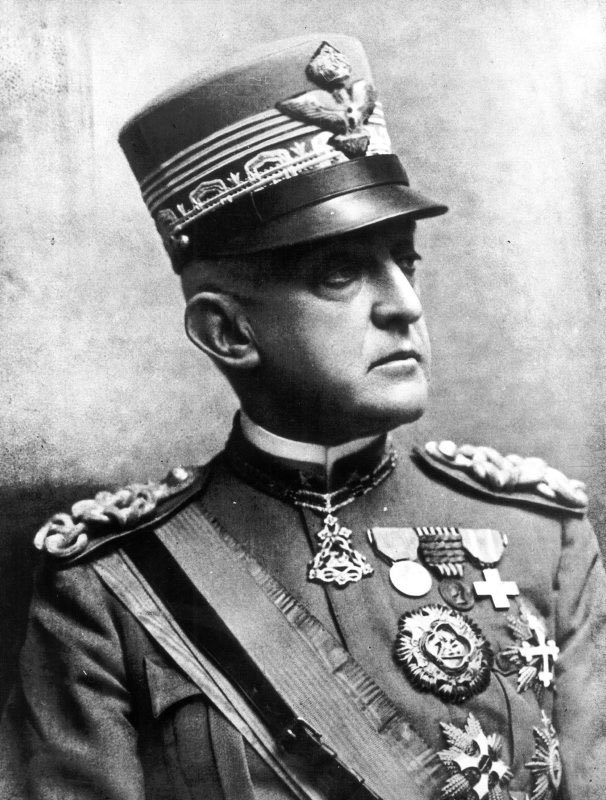
Emanuele Filiberto, II duca d'Aosta, il duca "Invitto"
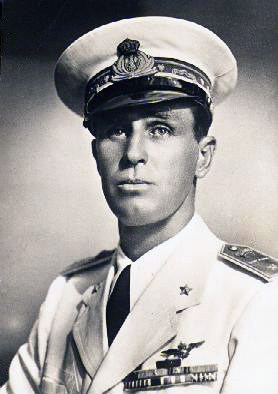
Amedeo, III duca d'Aosta ed eroe dell'Amba Alagi
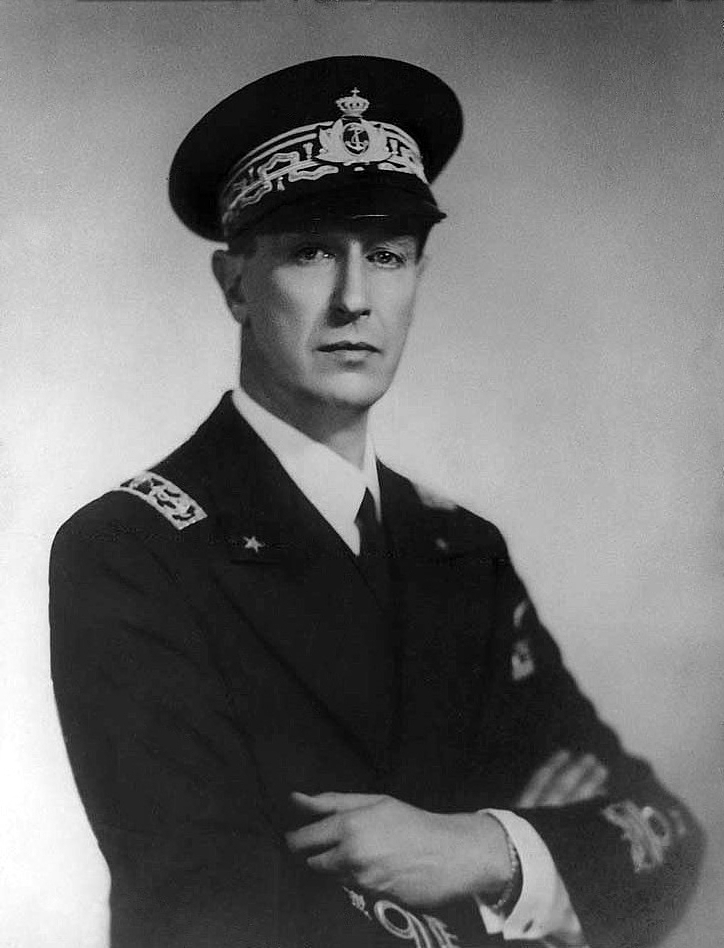
Aimone, IV duca d'Aosta e re di Croazia come Tomislavo II durante la II guerra mondiale
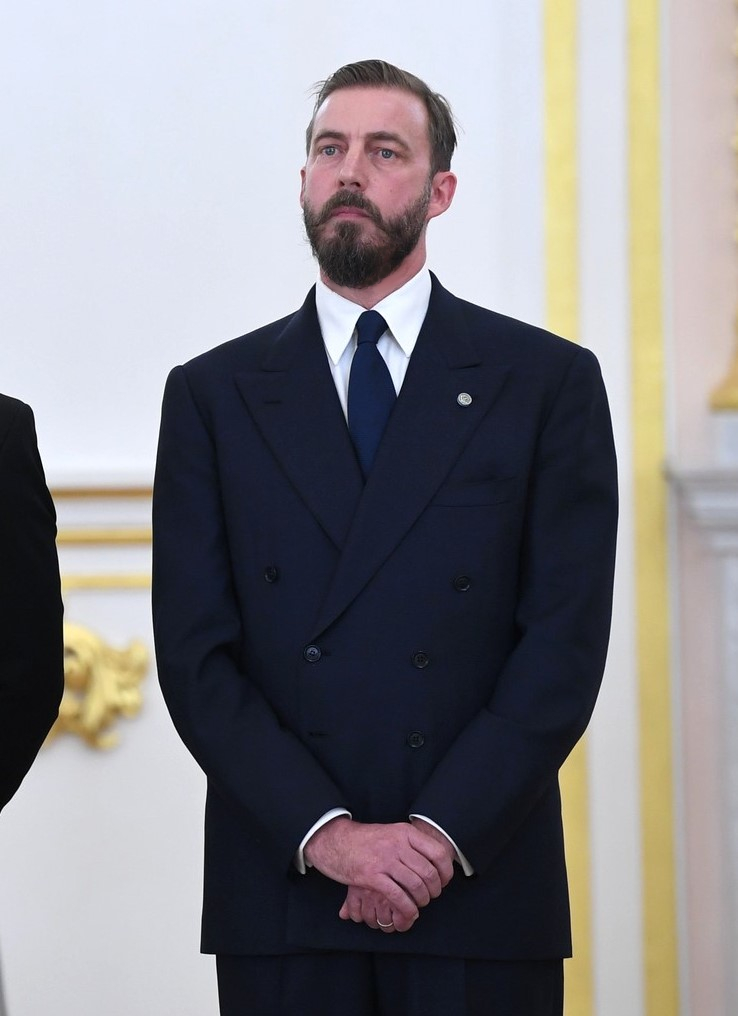
Aimone, attualmente al centro della disputa dinastica

### Savoia-Genova

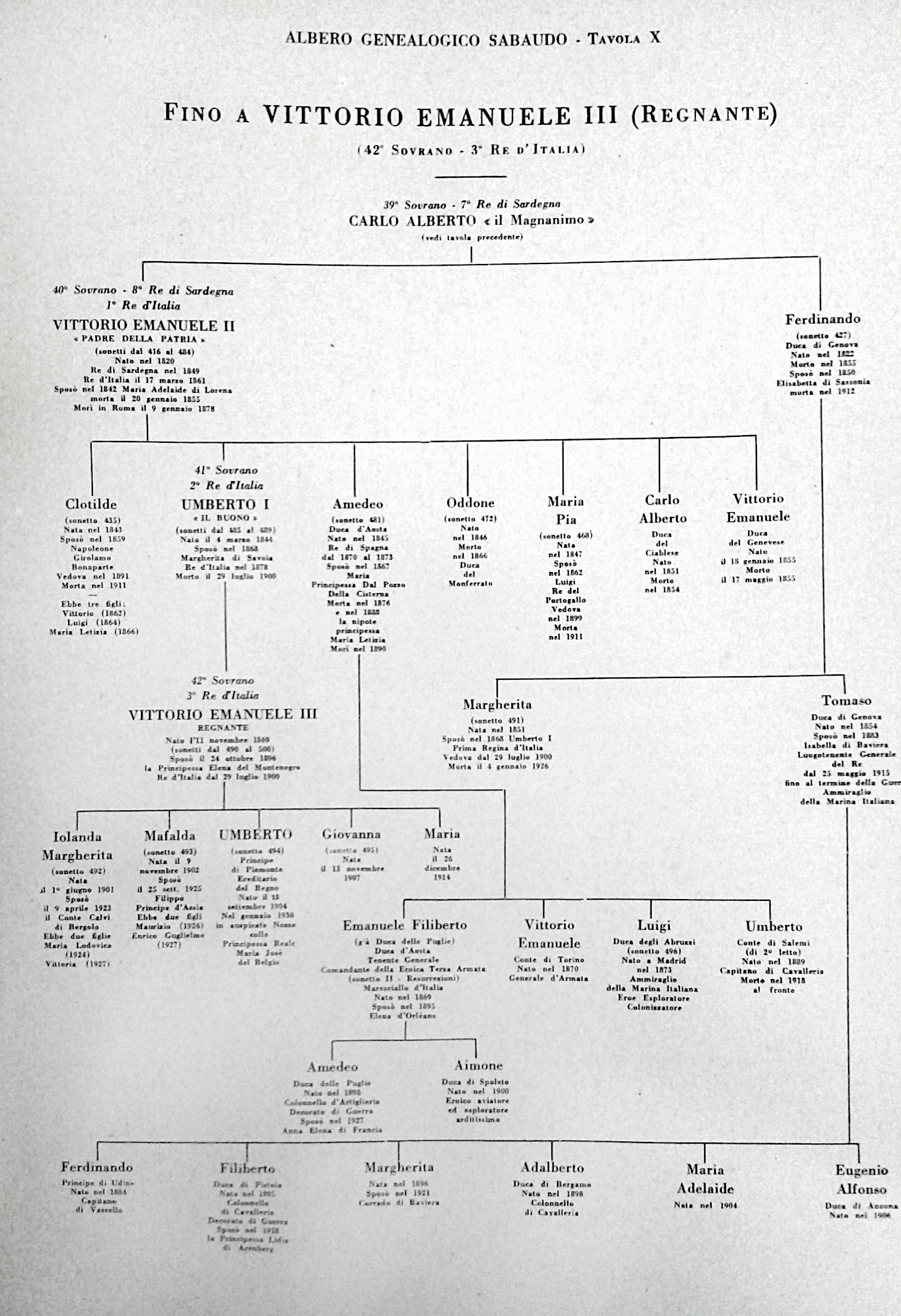
Albero genealogico in cui figurano i Savoia-Genova

Da Ferdinando di Savoia, secondogenito di Carlo Alberto, padre di Margherita (1851-1926), prima regina d'Italia, e padre di Tommaso di Savoia-Genova, secondo duca di Genova (*1854 †1931), ebbe origine la linea dei Savoia-Genova, proseguita dai numerosi figli di Tommaso: Ferdinando, terzo duca di Genova (*1884 †1963), Filiberto (*1895-1990), Maria Bona (*1896 †1971), Adalberto, duca di Bergamo (*1898 †1982), Maria Adelaide (*1904 †1979), Eugenio (*1906 †1996). Alla morte di quest'ultimo senza figli maschi, poiché in Casa Savoia vige la successione salica, il ramo ducale di Genova si estinse. Maria Isabella, unica figlia di Eugenio, è l'ultima discendente con il cognome di Savoia-Genova.

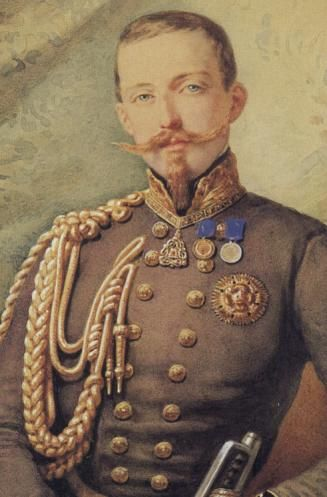
Ferdinando, I duca di Genova, fratello di Vittorio Emanuele II
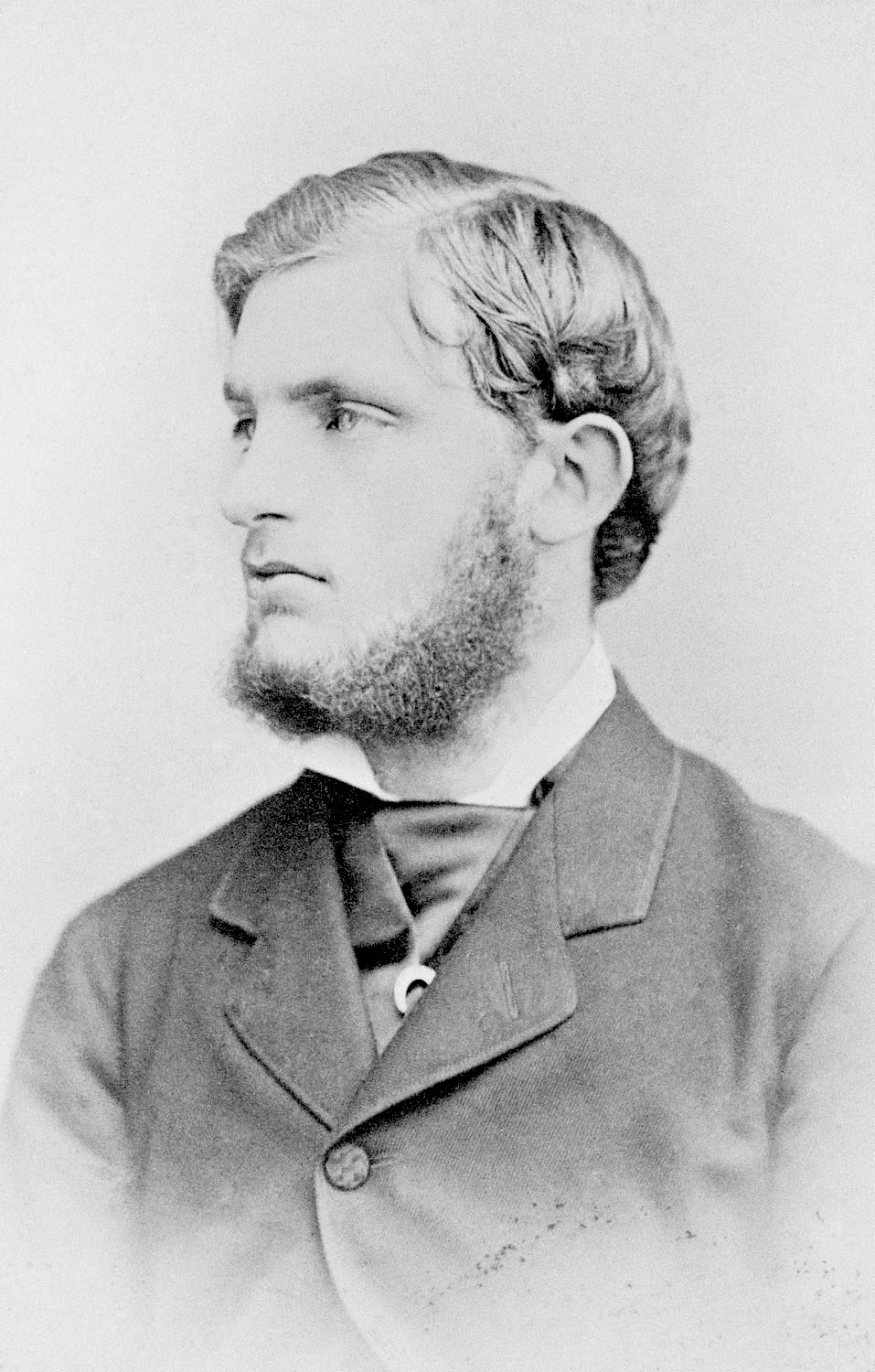
Tommaso, II duca di Genova
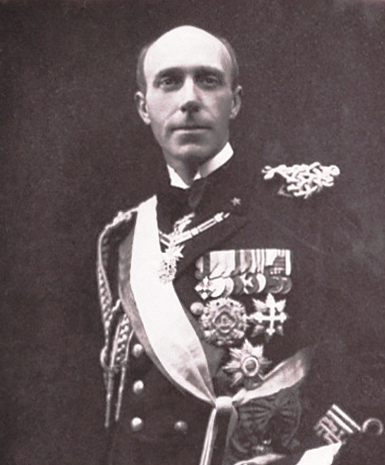
Ferdinando, III duca di Genova
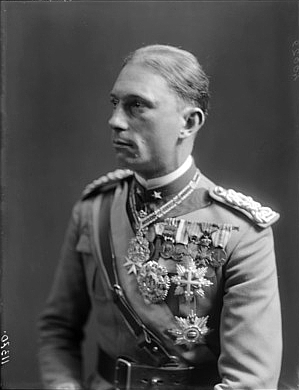
Filiberto
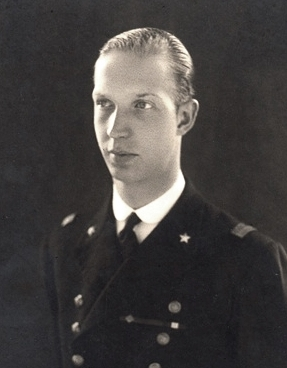
Eugenio
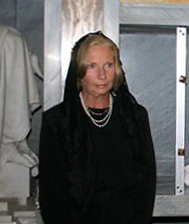
Maria Isabella, unica figlia di Eugenio

### Savoia-Villafranca-Soissons
Oltre alle linee già ricordate dei Savoia-Acaia, dei Savoia-Vaud e dei Savoia-Nemours vanno ricordati altri rami importanti della famiglia. Il ramo Savoia-Soissons iniziato con Eugenio Maurizio (*1634 †1673) fratello di Emanuele Filiberto fu reso illustre da Eugenio di Savoia il Gran Capitano, famoso generale al servizio dell'impero, si estinse con Eugenio Giovanni Francesco (*1714 †1734), figlio di Emanuele Tommaso (*1687 †1729) nipote ex patre del predetto Eugenio Maurizio; da Eugenio Ilarione (*1753 †1785) conte di Villafranca, secondogenito del predetto Luigi Vittorio di Carignano, ebbe inoltre origine un ulteriore ramo morganatico, quello dei Savoia-Villafranca al quale appartenne il figlio, Giuseppe Maria (*1783 †1825), che a sua volta ebbe un solo figlio, Eugenio (*1816 †1888), che fu comandante generale della marina da guerra sarda e luogotenente generale del Regno di Sardegna durante le tre guerre di indipendenza.
Questi, insieme alle due sorelle, con regia patente firmata da Carlo Alberto di Savoia datata 28 aprile 1834, fu insignito del titolo di principe di Savoia-Carignano e riammesso nella linea di successione.
Il principe Eugenio nel 1843 strinse un forte legame sentimentale con Maria Carolina d'Asburgo-Lorena, sorella maggiore di Maria Adelaide d'Asburgo-Lorena; nel settembre dello stesso anno re Carlo Alberto, approvando la scelta, chiese ufficialmente la mano della ragazza all'Imperatore d'Austria. Tuttavia le condizioni di salute della principessa Maria Carolina peggiorarono repentinamente, sino a portare alla morte prematura nel gennaio del 1844. La perdita della futura sposa gettò nel più totale sconforto il principe Eugenio, che da allora non volle più unirsi con nessun'altra principessa per ragion di stato, finendo infine per sposare una borghese, Felicita Canestro.
Le Regie Lettere Patenti del 14 settembre 1888, concesse da Umberto I, convalidarono come morganatico il matrimonio del Principe Eugenio Emanuele di Savoia-Villafranca con Felicita Crosio Canestro e riconobbero alla Famiglia Villafranca Soissons il titolo di Conti, trasmissibile per linea diretta maschile.

La famiglia esiste tutt’oggi e rappresenta l’unico ramo legittimo agnatizio sussistente di Casa Savoia, pur essendo come detto morganatico. 

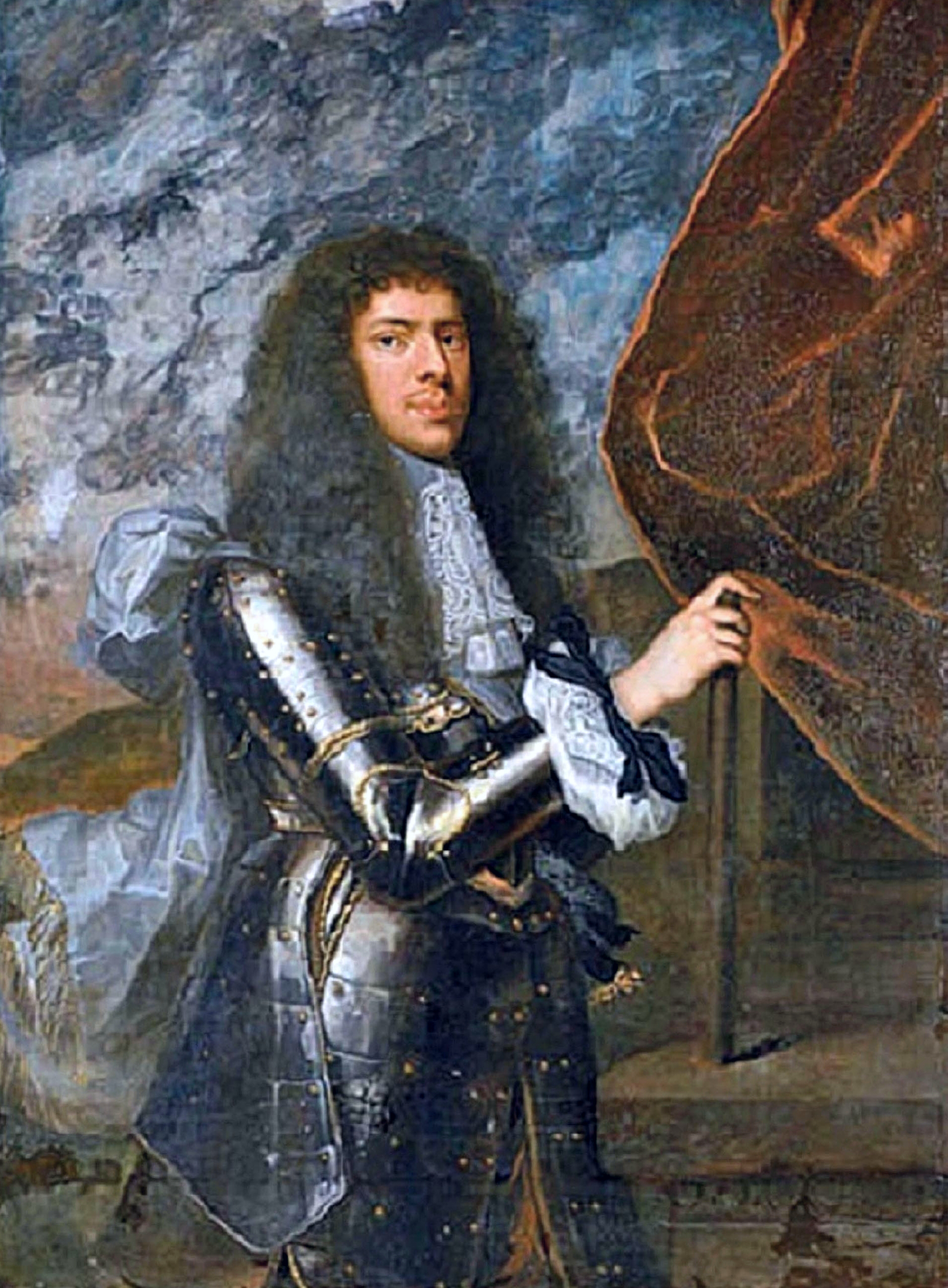
Eugenio Maurizio, I conte di Soissons
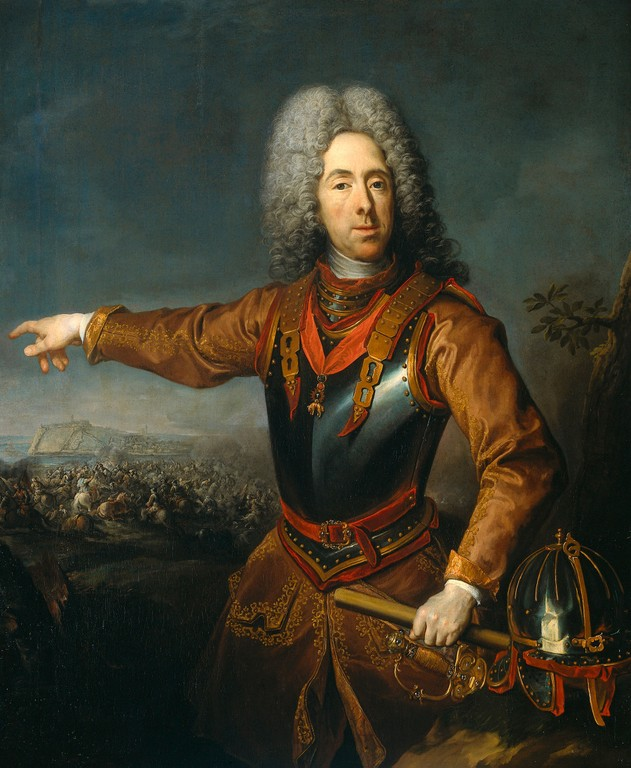
Eugenio, feldmaresciallo del Sacro Romano Impero
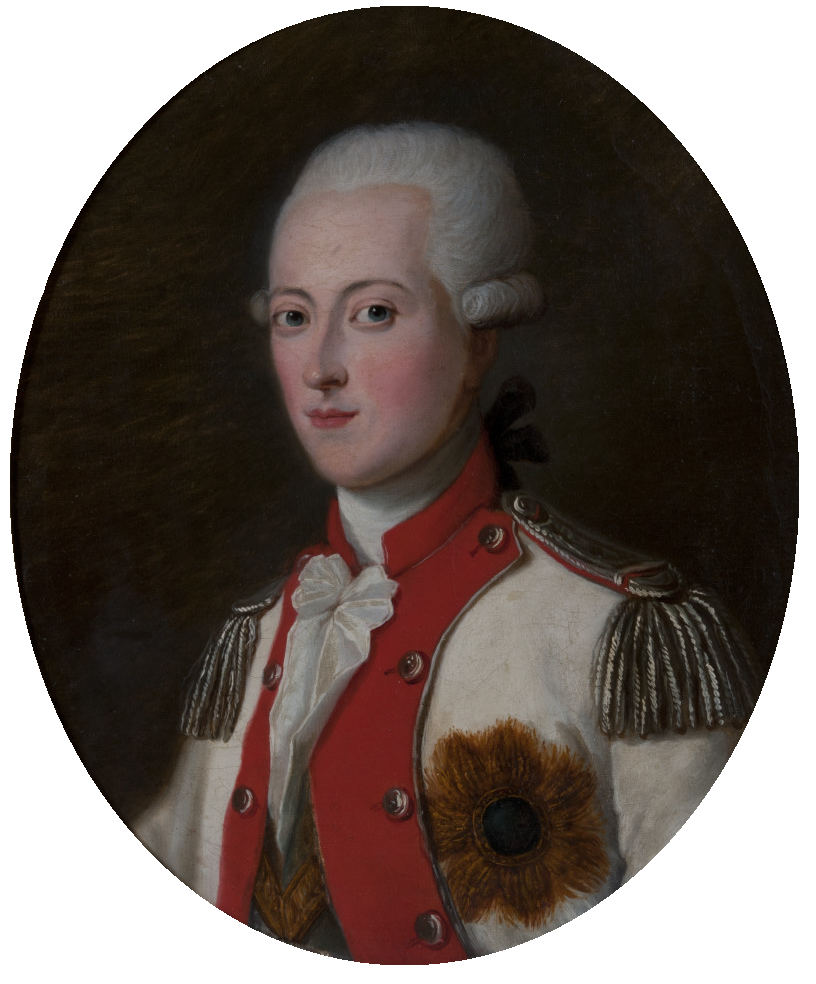
Eugenio Ilarione, I conte di Villafranca, capostipite dell'omonimo ramo
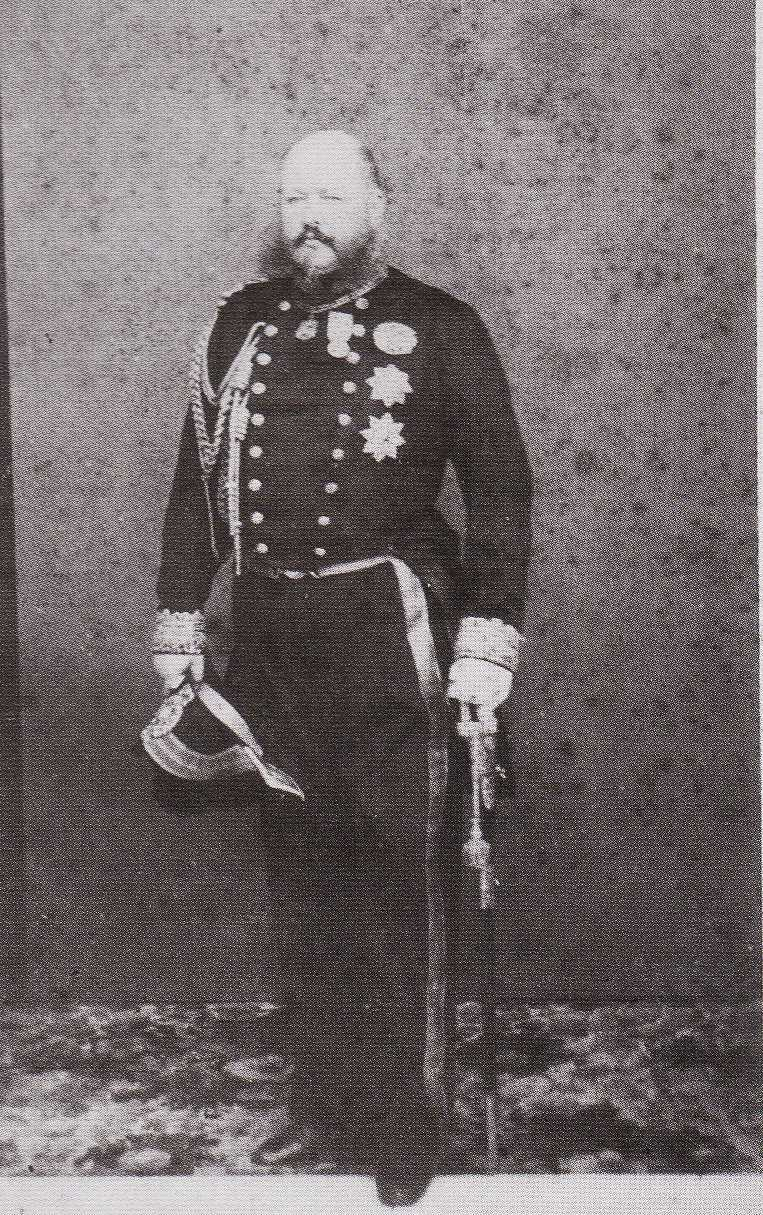
Eugenio, III conte di Villafranca, da cui discende un ramo morganatico della casata

### Rami morganatici e illegittimi
Vanno infine citati almeno alcuni dei numerosi rami illegittimi della casata. Da Anselmo (Lantelmo) detto “il Bastardo d’Acaia” († post 1369), figlio naturale di Filippo I di Savoia-Acaia, ebbe inizio il ramo dei Signori di Collegno e Altezzano Inferiore che si estinse nel 1598; da Renato di Savoia-Villars detto il Gran Bastardo (*~1470 †1525), figlio adulterino di Filippo II il Senza Terra (*1443 †1497), ebbe origine il ramo dei conti di Villars, dal quale venne anche quello dei conti di Tenda, reso illustre da Claudio (*1507 †1566), capitano al servizio dei francesi distintosi alla battaglia di Pavia nel 1525, nella difesa della Provenza nel 1536 e all'assedio di Nizza del 1543. A seguito del matrimonio morganatico con Rosa Vercellana, Vittorio Emanuele II di Savoia (*1820 †1878) le conferì il titolo di contessa di Mirafiori e Fontanafredda, trasmesso al figlio Emanuele Alberto Guerrieri di Mirafiori, poi ai figli di questi Vittorio Emanuele (*1873 †1896) e Gastone (*1878 †1943). La linea di Mirafiori terminò con l'unica figlia di Gastone, Vittoria Margherita (*1901 †1970).

## I Savoia e la Repubblica italiana
Il rapporto fra lo Stato italiano e gli ex sovrani d'Italia venne sancito dalla XIII disposizione transitoria e finale della Costituzione della Repubblica Italiana, approvata dall'Assemblea Costituente il 5 dicembre 1947, con 214 voti favorevoli e 145 contrari su 359 votanti. Tale disposizione recitava: 
(Costituzione della Repubblica Italiana)
Nel 1987 il Consiglio di Stato accolse la richiesta di Maria José di fare rientro in Italia, considerandola non più "consorte" ma "vedova" di un ex re, mentre nel 2002 Camera dei deputati e Senato della Repubblica approvarono la legge costituzionale 23 ottobre 2002, n. 1, facendo esaurire gli effetti giuridici dei primi due commi della suddetta XIII disposizione transitoria e finale. Nel novembre 2007 i legali di Casa Savoia inviarono al Presidente della Repubblica Giorgio Napolitano e al Presidente del Consiglio Romano Prodi una richiesta di risarcimento per l'esilio di circa 260 milioni di euro. Emanuele Filiberto dichiarò che tutta la somma sarebbe stata usata per creare una fondazione volta all'aiuto dei bisognosi. Il duca Amedeo di Savoia-Aosta, che non era stato interessato dall'esilio, si dichiarò contrario all'iniziativa, dissociandosene. Successivamente, anche il ramo primogenito riconobbe l'inopportunità dell'iniziativa. Essa d'altronde si fondava sulla Convenzione europea dei diritti dell'uomo che vieta, fra le altre, la pena dell'esilio e che aveva costituito la base giuridica per analoghe richieste, giudicate legittime; tuttavia nel caso dell'Italia la norma relativa non sarebbe stata applicabile perché la Repubblica Italiana ha aderito alla Convenzione con la riserva esplicita che non fosse applicabile il divieto dell'esilio nel caso specifico dei Savoia.

## Controversia sul titolo di Capo di Casa Savoia

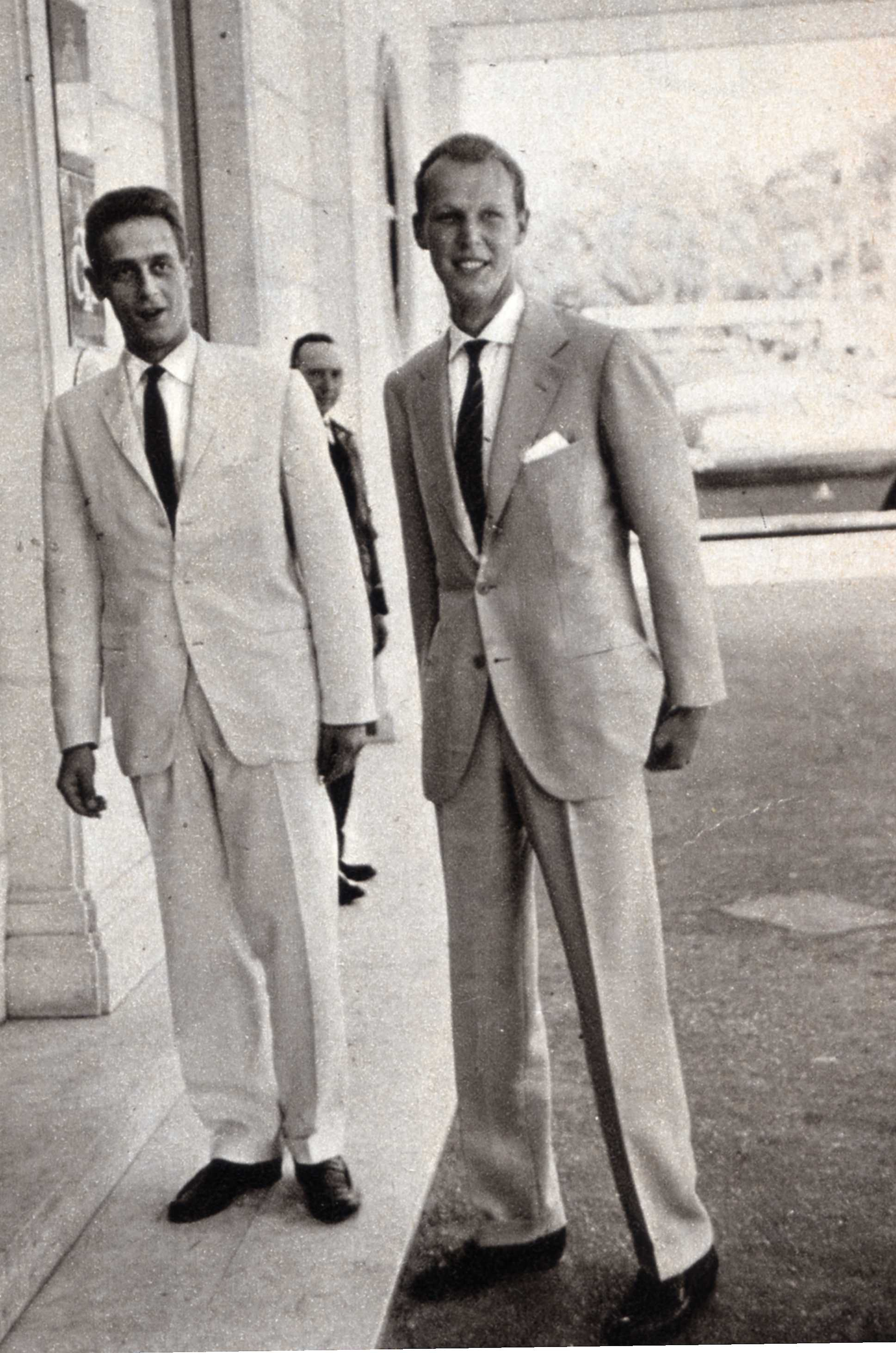
Amedeo di Savoia-Aosta e Vittorio Emanuele di Savoia nel 1964

Alla fine degli anni cinquanta alcuni rotocalchi italiani e stranieri iniziarono a dare notizia di avventure sentimentali fra Vittorio Emanuele di Savoia e l'attrice Dominique Claudel, ventilando anche l'ipotesi di possibili nozze. Il re Umberto II, in una lettera a Vittorio Emanuele del 25 gennaio 1960, preannunciò il proprio rifiuto alla concessione del regio assenso qualora Vittorio Emanuele avesse contratto matrimonio diseguale ed espose il proprio punto di vista sulla questione: «Il tuo matrimonio con la sig.na Claudel porterebbe come conseguenza la tua decadenza da qualsiasi diritto di successione come Capo della Casa di Savoia e di pretensione al trono d'Italia, perdendo i tuoi titoli e il tuo rango e riducendoti alla situazione di privato cittadino». Inoltre, il re precisò che la decadenza automatica di un principe che contrae matrimonio non autorizzato con una sposa di rango inferiore «si richiama alla legge della nostra Casa, vigente da ben 29 generazioni e rispettata dai 43 Capi Famiglia, miei predecessori, succedutisi secondo la legge Salica attraverso matrimoni contratti con famiglie di Sovrani. Tale legge, io 44º Capo Famiglia, non intendo e non ho diritto di mutare, nonostante l'affetto per te».
Ancora, il 18 luglio 1963, a seguito di un articolo pubblicato sul periodico Oggi che dava per imminente il matrimonio fra Vittorio Emanuele e la sua nuova fidanzata, la campionessa di sci d'acqua Marina Doria, Umberto II chiese per iscritto al figlio chiarimenti sui suoi progetti matrimoniali, ricordandogli l'avvertimento contenuto nella lettera del 1960: «Ho letto - per caso - la tua intervista su Oggi: se essa rispecchia fedelmente il tuo pensiero - e questo ti chiedo di farmelo sapere al più presto, con assoluta chiarezza - mi rincresce soprattutto che tu non abbia sentito il bisogno di parlarmi o di scrivermi prima, anche perché tratti di questioni che riguardano direttamente me. Nell'attesa di avere una tua lettera devo, circa i tuoi progetti matrimoniali, ripeterti, parola per parola, quanto ebbi a scriverti il 25 gennaio 1960, in una simile circostanza».
Inoltre, Umberto II avvertì il figlio che un matrimonio non autorizzato avrebbe comportato anche risvolti patrimoniali, dal momento che l'eredità dello stesso Umberto II sarebbe in futuro stata divisa in parti uguali fra Maria Pia, Vittorio Emanuele, Maria Gabriella e Maria Beatrice, anziché riservare una quota più consistente all'erede dinastico. In più, Umberto II avvisò il figlio che l'inosservanza agli ammonimenti avrebbe comportato anche la sospensione dell'appannaggio di duemila franchi svizzeri che Vittorio Emanuele percepiva mensilmente, cosa che effettivamente avvenne. Vittorio Emanuele, in pratica, sarebbe rimasto erede civile di Umberto II, equiparato alle proprie sorelle nell'asse ereditario «giacché non vi sarebbe più alcuna ragione per un particolare trattamento» a suo favore, ma non sarebbe più stato erede dinastico e successore. Qualora Vittorio Emanuele avesse deciso di non osservare le regole indicategli dal padre, il successore dinastico di Umberto II sarebbe diventato per automatismo «il parente maschio più prossimo», in questo caso il duca d'Aosta Amedeo.
In conseguenza delle nozze civili di Vittorio Emanuele con Marina Doria, celebrate a Las Vegas nel 1970, Umberto II prese atto dell'automatica decadenza dinastica del figlio a norma delle regie lettere patenti del 13 settembre 1780 («tanto i contraenti che i discendenti da tale matrimonio si intenderanno senz'altro decaduti dal possesso dei beni e dei diritti provenienti dalla Corona e dalla ragione di succedere nei medesimi») e, coerentemente a quanto notificato il 25 gennaio 1960, irrogò le seguenti sanzioni:
1. Equa ripartizione testamentaria della propria eredità fra tutti i figli, senza la quota maggiore che era originariamente prevista per il principe ereditario.[30]
2. Divieto di partecipazione dei membri di Casa Savoia, consistenti nei principi e nelle principesse delle Case Savoia-Genova e Savoia-Aosta, al matrimonio religioso celebrato a Teheran nel 1971 e al successivo ricevimento tenuto a Ginevra.[31][N 5]

Le sanzioni furono comminate da Umberto II con discrezione, senza proclami pubblici che avrebbero potuto mettere in cattiva luce la Casa, il figlio (già esposto a note vicende di natura legale), e il successore dinastico. Inoltre Umberto II, benché nutrisse sentimenti di affetto verso Vittorio Emanuele e verso il nipote Emanuele Filiberto, e nonostante avesse partecipato ad alcuni eventi familiari come il battesimo dello stesso Emanuele Filiberto, non riconobbe la nascita di quest'ultimo come significativa da un punto di vista dinastico e, come diretta conseguenza, non conferì a Emanuele Filiberto alcun titolo, né onorificenza, né il trattamento di altezza reale, che gli sarebbe spettato di diritto qualora Vittorio Emanuele non fosse decaduto dalla sua posizione di successore dinastico (nell'integrale dei Provvedimenti Nobiliari di Grazia e di Giustizia di Umberto di Savoia non risulta alcuna concessione firmata da Umberto II relativa ai titoli di principe di Piemonte e di principe di Venezia, nonostante questi titoli siano correntemente utilizzati da Emanuele Filiberto).

### Dopo la morte di Umberto II
Le condizioni di salute di Umberto II, colpito da un tumore alle ossa, ebbero un notevole peggioramento nell'autunno del 1982. Nel tentativo di salvargli la vita venne trasferito da Cascais, dove si trovava in esilio, alla London Clinic di Londra. Secondo la testimonianza della figlia Maria Beatrice di Savoia: «Vittorio passeggiava freneticamente per i corridoi della clinica con un foglio in mano. Scoprii poi che si trattava del decreto di nomina nobiliare in favore della moglie Marina. Lo aveva preparato da tanto tempo e sperava che almeno in punto di morte lo firmasse. Ma non ci riuscì».
All'inizio del 1983, nella fase terminale della malattia, Umberto II venne trasferito da Londra all'ospedale di Ginevra per fare in modo che fosse più vicino ai familiari. Dopo la sua morte, avvenuta il 18 marzo dello stesso anno, Vittorio Emanuele agì da Capo di Casa Savoia assumendone titoli e prerogative, benché le questioni relative al suo matrimonio non autorizzato e alla conseguente decadenza automatica dalla successione dividessero i monarchici italiani. Suo figlio Emanuele Filiberto, nonostante Umberto II non gli avesse concesso alcun titolo, né trattamento, né onorificenza, iniziò a utilizzare i titoli di principe di Piemonte e di principe di Venezia, nonché ad attribuirsi il trattamento di altezza reale.
La XIII disposizione transitoria e finale della Costituzione del 1948 aveva precluso a tutti i membri e ai discendenti di Casa Savoia l'esercizio del diritto di elettorato attivo e passivo e la possibilità di ricoprire uffici pubblici. Agli ex re di Casa Savoia, alle loro consorti e ai loro discendenti maschi era stato inoltre interdetto l'ingresso e il soggiorno nel territorio italiano ed era prescritta l'avocazione allo Stato dei loro beni. Con il possibile ritorno in patria dall'esilio di Vittorio Emanuele e di Emanuele Filiberto, accompagnato questo da un giuramento di fedeltà alla Repubblica italiana, la successione dinastica a Umberto II fu al centro di aspri dibattiti.
Nel 2001, per dirimere la questione, fu chiamata in causa la Consulta dei senatori del Regno, un'associazione costituita nel 1955 da circa 160 ex senatori del vecchio Senato del Regno d'Italia, riconosciuta da Umberto II come la più alta autorità monarchica esistente in Italia, ma i membri della Consulta non trovarono né un accordo unanime, né una soluzione di compromesso accettata da tutti. Ne seguì la nascita di due diverse organizzazioni che da allora pretendono di essere l'autentica Consulta dei senatori del Regno: una favorevole alla tesi di Vittorio Emanuele, con presidente Pier Luigi Duvina, e una favorevole alla tesi di Amedeo, con presidente Aldo Alessandro Mola.
L'articolo 1 della legge costituzionale n. 1 del 23 ottobre 2002 fece cessare in parte gli effetti delle disposizioni transitorie e, da quella data, i discendenti di Casa Savoia poterono ricoprire cariche elettive o pubblici uffici ed entrare e soggiornare nel territorio nazionale. Vittorio Emanuele di Savoia e la sua famiglia rientrarono così in Italia nel 2003. La questione dinastica, nel 2004, generò un alterco fra i due cugini durante le nozze di Felipe di Spagna, con Vittorio Emanuele che colpì al volto Amedeo con un pugno. Amedeo, nel 2006, venne proclamato Capo della Casa dalla Consulta dei senatori del Regno presieduta da Aldo Alessandro Mola, e contestualmente lasciò il titolo di duca d'Aosta per quello di duca di Savoia. Il 1º giugno 2021, alla morte di Amedeo, la pretesa al titolo di duca di Savoia passò al figlio Aimone, che divenne così il nuovo Capo di Casa Savoia in contrasto con Vittorio Emanuele.

### La tesi favorevole a Emanuele Filiberto di Savoia

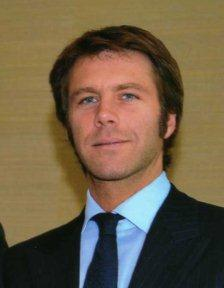
Emanuele Filiberto di Savoia

Vittorio Emanuele prima e, oggi, Emanuele Filiberto e i loro sostenitori tendono a ridimensionare gli atti e i fatti citati. Inoltre, Vittorio Emanuele ritenne che le leggi che regolano Casa Savoia, ma solo quelle relative ai matrimoni, fossero decadute con la proclamazione della forma repubblicana dello Stato nel 1946, o che comunque fossero state modificate dall'entrata in vigore dello Statuto Albertino nel 1848.
In particolare vengono sostenuti i seguenti punti:
- Lo Statuto Albertino ha abrogato le precedenti disposizioni

Vittorio Emanuele riteneva che lo Statuto Albertino avesse completamente abrogato le precedenti disposizioni, vale a dire le regie lettere patenti e il regio editto di Vittorio Amedeo III, cosicché in materia dinastica varrebbe esclusivamente l'art. 2 dello Statuto stesso: «Lo Stato è retto da un Governo Monarchico Rappresentativo. Il Trono è ereditario secondo la legge salica». Il pretesto giuridico per l'invalidità delle regie lettere patenti del 1780 riposerebbe nell'articolo 81 dello Statuto, che stabilisce: «Ogni legge contraria al presente Statuto è abrogata». Secondo l'interpretazione di Vittorio Emanuele, le leggi dinastiche precedenti allo Statuto sono a esso contrarie, e quindi abrogate.
- Il regime repubblicano ha abrogato le leggi di successione sui matrimoni

Vittorio Emanuele sosteneva che le norme sui matrimoni reali, che richiedono il necessario regio assenso da parte del Capo della Casa, fossero decadute con l'entrata in vigore della Costituzione Repubblicana e quindi non producano più effetti civili nei riguardi della Casa Reale.
- Umberto II non avrebbe mai esplicitato l'esclusione dalla successione di Vittorio Emanuele

Vittorio Emanuele sosteneva che Umberto II avrebbe dovuto rendere pubblica la sua decisione di escluderlo dalla successione, contraddittoriamente a quanto prescritto dalle Regie Patenti che, invece, prevedono l'automatismo dell'esclusione. A fondamento della sua tesi, Vittorio Emanuele richiamò la lettera di avvertimento scrittagli dal padre il 25 gennaio 1960 in merito alle voci circolanti relative alla relazione del giovane principe con Dominique Claudel e resa pubblica nel 2006 da Amedeo di Savoia-Aosta.
Scrive Umberto II in questa lettera: «Siffatta irrevocabile decisione, a cui dovrei giungere con dolore, ma con fermezza, sarebbe da me comunicata ai singoli componenti della nostra casa, a tutti i Sovrani e ai Capi delle famiglie Reali, nonché portata a conoscenza degli Italiani, relativamente anche alla tua decadenza dall'attuale titolo di principe di Napoli». Condizione, secondo Vittorio Emanuele, mai verificatasi.
Secondo la tesi favorevole ad Amedeo di Savoia-Aosta, invece, dopo il matrimonio di Vittorio Emanuele con Marina Doria, Umberto II sarebbe giunto alla conclusione che, nel caso di mancato assenso a un matrimonio diseguale, non sarebbe stato necessario alcun provvedimento o atto da parte del Capo della Casa per sancire la perdita di qualsiasi diritto dinastico del contraente.
- Umberto II legittimò Emanuele Filiberto

Secondo Vittorio Emanuele, il re Umberto II avrebbe riconosciuto come dinasticamente valida la nascita di Emanuele Filiberto conferendogli oralmente, senza alcun documento verificabile o atto firmato, il titolo di principe di Venezia.
- Ogni matrimonio religiosamente valido è un matrimonio dinastico

Secondo Sandro Gherro, professore ordinario di diritto ecclesiastico, il mancato assenso del Capo della Casa non può produrre alcun effetto sulla linea di successione al trono perché ogni matrimonio canonicamente valido dal punto di vista religioso sarebbe un matrimonio dinastico, e solo il Papa potrebbe porre degli impedimenti a un matrimonio religioso. Secondo questa tesi, le ripetute ammonizioni di Umberto II circa la decadenza automatica a seguito di un matrimonio diseguale non autorizzato, non hanno valore.
- Le contraddizioni di Amedeo di Savoia-Aosta

Vittorio Emanuele sosteneva che le dichiarazioni a volte contraddittorie di Amedeo di Savoia-Aosta avessero favorito il consolidamento del suo status di Capo della Casa. Amedeo infatti, in alcuni contesti, in passato sostenne con alcune dichiarazioni le tesi di Vittorio Emanuele, anche ponendosi in contrasto con la Consulta dei Senatori del Regno presieduta da Aldo Alessandro Mola. In un'intervista al Corriere della Sera nel 2002 egli dichiarava, alla domanda di Giuliano Gallo di proporsi come candidato all'ipotetico trono d'Italia: «Se il popolo italiano dovesse chiedermelo e mio cugino rinunciasse ai suoi diritti sarei pronto ad assumere anche le mie responsabilità dinastiche». Sempre nel 2002, nel suo libro-intervista, Amedeo dichiarava: «il Capo della Casa è mio cugino Vittorio Emanuele e dopo di lui, l'erede è suo figlio Emanuele Filiberto».
- L'esilio subìto legittima la successione di Vittorio Emanuele

Vittorio Emanuele sosteneva che la prova per eccellenza del fatto che fosse lui il Capo della Casa è data dall'esilio inflitto a lui e a suo figlio fino al 2002 dall'ordinamento repubblicano. La XIII disposizione transitoria e finale della Costituzione sanciva infatti, al secondo comma, che: «Agli ex re di Casa Savoia, alle loro consorti e ai loro discendenti maschi sono vietati l'ingresso e il soggiorno nel territorio nazionale».
- Validità della tentata deposizione di Umberto II da parte di Vittorio Emanuele

Poiché le leggi dinastiche di Casa Savoia riguardano i matrimoni dei principi, ma non i matrimoni dei re, il 15 dicembre 1969 Vittorio Emanuele di Savoia, essendo consapevole delle vigenti leggi e del rifiuto del padre di acconsentire al suo matrimonio con Marina Doria, su consiglio del gran maestro della massoneria Giordano Gamberini aggirò l'ostacolo ed emanò un "decreto reale" nel quale si elevava a re, autoproclamandosi Vittorio Emanuele IV re d'Italia, in quanto, secondo lui, succeduto ipso jure al padre nel 1946 come conseguenza della sua partenza per l'esilio, considerata da Vittorio Emanuele come un'implicita abdicazione. «Per effetto della avvenuta successione, Ci competono anche i diritti di Capo legittimo della dinastia sabauda e tali diritti eserciteremo d'ora innanzi, solo temperati dalla discrezione che lo stato fisico e morale di S.M. l'ex Re Umberto II detta alla Nostra coscienza di figlio». Il giorno successivo, 16 dicembre, al fine di sanare la condizione borghese della fidanzata, Vittorio Emanuele, in qualità di "re d'Italia", emanò un secondo (e ultimo) "decreto reale", col quale conferiva a Marina Doria il titolo di duchessa di Sant'Anna di Valdieri. Pochi giorni dopo, l'11 gennaio 1970, sposò civilmente a Las Vegas Marina Doria, contraendo in seguito anche le nozze religiose a Teheran. Non tutti i sostenitori di Vittorio Emanuele ritengono legittimi questi atti.
- La normativa matrimoniale di Casa Savoia è arcaica, non ha valore o non è mai esistita

Un'argomentazione ricorrente di Emanuele Filiberto è quella relativa al fatto che la normativa matrimoniale di Casa Savoia sia molto antica e, quindi, ormai superata e priva di valore. In altri casi, Vittorio Emanuele ed Emanuele Filiberto hanno sostenuto in pubblico che Casa Savoia non ha mai avuto leggi di successione relative al matrimonio e al regio assenso.
- Il riconoscimento degli eredi civili e degli esecutori testamentari di Umberto II

Vittorio Emanuele sosteneva che la sua posizione di Capo della Casa sarebbe stata riconosciuta con un documento del 5 dicembre 1983 dagli eredi civili di Umberto II, cioè da Maria José, Maria Gabriella, Maria Beatrice e Maria Pia, nonché dagli esecutori testamentari Simeone II di Bulgaria e Maurizio d'Assia. Tuttavia, poiché tale documento veniva strumentalizzato dai sostenitori delle pretese dinastiche di Vittorio Emanuele, gli stessi firmatari successivamente affermarono per iscritto che lo scopo di tale documento riguardava solo l'identificazione di Vittorio Emanuele come erede civile di Umberto II, non come successore dinastico, in quanto era richiesto un documento che indicasse una persona fisica qualificata come erede per il ritiro dei grandi collari dell'Annunziata, che erano custoditi nel caveau di una banca, da destinare all'Altare della Patria.
- Riconoscimento da parte di altri soggetti

Vittorio Emanuele sosteneva che il suo status di Capo della Casa si sarebbe consolidato a seguito del riconoscimento di alcune persone per molti anni vicine al padre Umberto II, fra cui la madre Maria José, Falcone Lucifero, Piero Santoro, Luigi Solaro di Monasterolo, Carlo Pianzola, Andrea Fraghy e Umberto Provana di Collegno.

#### La successione secondo Emanuele Filiberto di Savoia
Vittorio Emanuele, pur nella sua interpretazione della validità delle regole dinastiche di Casa Savoia, aveva sempre riconosciuto la legge salica come pilastro della successione, sancita dall'articolo 2 dello Statuto Albertino. Di conseguenza, almeno fino a fine 2019, questo era l'ordine di successione secondo la tesi a lui favorevole:
- Vittorio Emanuele (1937-2024), duca di Savoia e Capo della Casa.[N 6]

1. Emanuele Filiberto di Savoia (1972), principe di Piemonte.[N 6]
2. Amedeo di Savoia-Aosta (1943-2021), quinto duca d'Aosta.[N 6]
3. Aimone di Savoia-Aosta (1967), duca delle Puglie.[N 6]
4. Umberto di Savoia-Aosta (2009), principe del sangue.[62][N 6]
5. Amedeo di Savoia-Aosta (2011), principe del sangue.[N 6]

Vittorio Emanuele, con un decreto del 28 dicembre 2019, aveva «adeguato alle norme comunitarie sull'uguaglianza di genere» la legge salica, perifrasi che di fatto implica l'abolizione della legge salica stessa in favore della primogenitura semplice. Inoltre, Vittorio Emanuele aveva circoscritto la linea di successione esclusivamente alla propria discendenza e, contestualmente, aveva conferito alla nipote Vittoria il trattamento di altezza reale, la qualità di principessa reale e il titolo di principessa di Carignano, seguito dal titolo di marchesa d'Ivrea; alla nipote Luisa aveva conferito il trattamento di altezza reale, la qualità di principessa reale e il titolo di principessa di Chieri, seguito dal titolo di contessa di Salemi. La linea di successione dinastica, secondo il suo nuovo decreto, sarebbe pertanto la seguente:
- Emanuele Filiberto di Savoia (1972), duca di Savoia, principe di Piemonte, principe di Venezia e Capo della Casa.[N 6]

1. Vittoria di Savoia (2003), principessa di Carignano.[N 6]
2. Luisa di Savoia (2006), principessa di Chieri.[N 6]

### La tesi favorevole ad Aimone di Savoia-Aosta

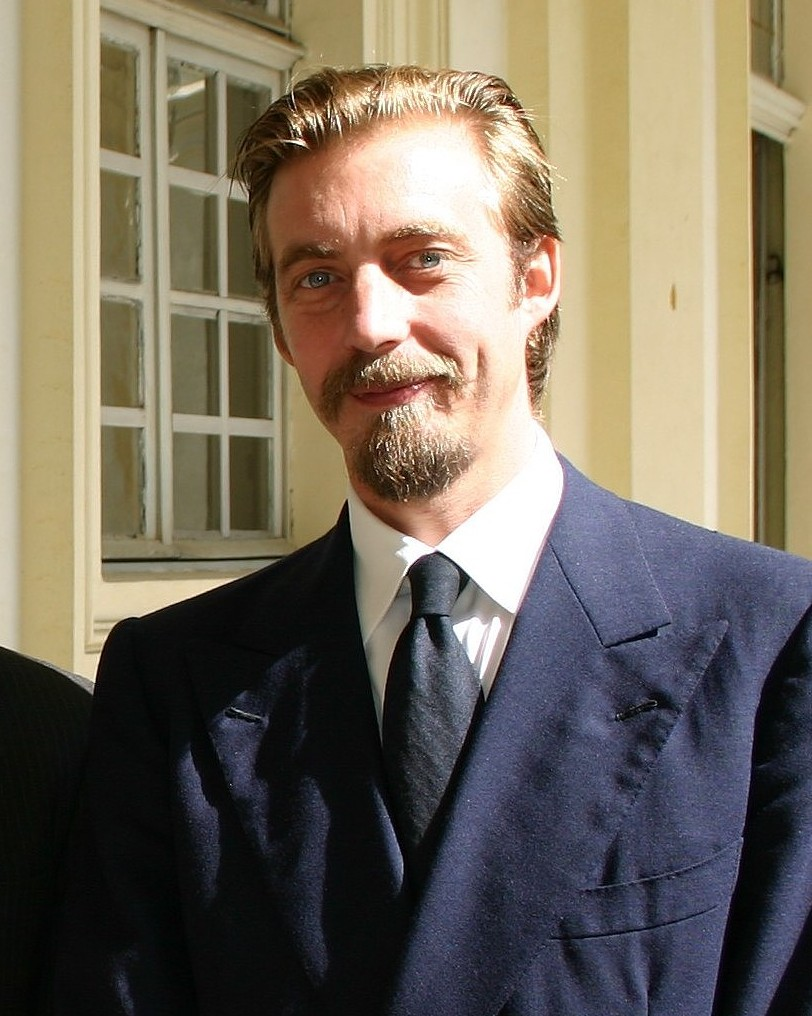
Aimone di Savoia-Aosta

Requisito fondamentale per la successione in Casa Savoia è quello relativo al regio assenso per i matrimoni: nel caso di mancato assenso a un matrimonio diseguale (un principe con una borghese, come nel caso di Vittorio Emanuele di Savoia e Marina Doria), il contraente perde immediatamente, cioè senza necessità di alcun provvedimento o di atto da parte del Capo della Casa, qualsiasi diritto dinastico.
Vittorio Emanuele, essendosi sposato senza l'assenso di suo padre Umberto II, il quale, secondo quanto dichiarato anni dopo da Amedeo di Savoia-Aosta in un libro intervista, sarebbe stato contrario al matrimonio al punto da consigliare all'Unione Monarchica Italiana e ai suoi sostenitori di non inviare auguri o regali agli sposi, avrebbe perciò infranto le leggi di successione della sua Casa e si sarebbe così portato automaticamente al di fuori dalla successione per sé stesso e per i suoi discendenti. Ripetutamente Vittorio Emanuele era stato avvisato dal padre della perdurante validità delle leggi di successione in Casa Savoia. In base a questo matrimonio non autorizzato, contrario alle leggi dinastiche, Amedeo di Savoia-Aosta giustificò la sua pretesa di Capo della Casa.
Secondo i sostenitori di Aimone, quale successore del padre Amedeo, le leggi di successione dinastica possono essere modificate solo in due modi: con l'esercizio effettivo combinato dei poteri della Corona e del Parlamento, oppure con un accordo preventivo scritto e firmato da tutti i principi maggiorenni della famiglia la cui posizione in linea di successione verrebbe alterata. Mancando queste condizioni, stante l'attuale ordinamento repubblicano dello Stato e non essendo stato redatto alcun accordo preventivo fra tutti i principi maggiorenni di Casa Savoia, sempre secondo i sostenitori di Aimone non sarebbe possibile, per Vittorio Emanuele, compiere modifiche unilaterali alle leggi di successione.
In base a questo, i sostenitori di Aimone ritengono illegittimo e privo di valore l'atto con cui, il 28 dicembre 2019, Vittorio Emanuele ha «adeguato alle norme comunitarie sull'uguaglianza di genere» la legge salica, di fatto abrogandola in favore di Vittoria, figlia primogenita di Emanuele Filiberto. Inoltre, i sostenitori di Aimone ritengono illegittimi e privi di valore i titoli che Vittorio Emanuele ha concesso alle proprie nipoti, in quanto decaduto e senza alcuna facoltà di concedere titoli.

#### La successione secondo Aimone di Savoia-Aosta
L'attuale linea di successione dinastica, secondo i sostenitori di Aimone, sarebbe la seguente:
- Aimone (1967), duca di Savoia e capo della Casa.[N 6]

1. Umberto di Savoia-Aosta (2009), principe di Piemonte.[N 6]
2. Amedeo di Savoia-Aosta (2011), duca degli Abruzzi.[N 6]

## Conti di Savoia
Ramo principale
Branca comitale
- 1003-1047 o 1048 Umberto I Biancamano
- 1048-1051 o 1056 Amedeo I
- 1051 o 1056-1060 Oddone
- 1060-1078 Pietro I
- 1078-1080 Amedeo II
- 1080-1103 Umberto II
- 1103-1148 Amedeo III
- 1148-1189 Umberto III
- 1189-1233 Tommaso I
- 1233-1253 Amedeo IV
- 1253-1263 Bonifacio
- 1253-1259 Tommaso II
- 1263-1268 Pietro II
- 1268-1285 Filippo I

Branca ducale
- 1285-1323 Amedeo V
- 1323-1329 Edoardo
- 1329-1343 Aimone
- 1343-1383 Amedeo VI
- 1383-1391 Amedeo VII
- 1391-1416 Amedeo VIII

## Duchi di Savoia
Branca ducale
- 1416-1440 Amedeo VIII
- 1440-1465 Ludovico
- 1465-1472 Amedeo IX
- 1472-1482 Filiberto I
- 1482-1490 Carlo I
- 1490-1496 Carlo II

Branca di Bresse
- 1496-1497 Filippo II
- 1497-1504 Filiberto II
- 1504-1553 Carlo III
- 1553-1580 Emanuele Filiberto
- 1580-1630 Carlo Emanuele I[69]
- 1630-1637 Vittorio Amedeo I
- 1637-1638 Francesco Giacinto
- 1638-1675 Carlo Emanuele II
- 1675-1713 Vittorio Amedeo II

## Re di Sicilia
- 1713-1720 Vittorio Amedeo II

## Re di Sardegna
- 1720-1730 Vittorio Amedeo II
- 1730-1773 Carlo Emanuele III
- 1773-1796 Vittorio Amedeo III
- 1796-1802 Carlo Emanuele IV
- 1802-1821 Vittorio Emanuele I
- 1821-1831 Carlo Felice[70]

Ramo Savoia-Carignano
- 1831-1849 Carlo Alberto
- 1849-1861 Vittorio Emanuele II

## Re d'Italia
- 17 marzo 1861 – 9 gennaio 1878: Vittorio Emanuele II;
- 9 gennaio 1878 – 29 luglio 1900: Umberto I;
- 29 luglio 1900 – 9 maggio 1946: Vittorio Emanuele III;
- 9 maggio – 18 giugno 1946: Umberto II.[71]

## Capi della Real Casa
- 18 giugno 1946 – 18 marzo 1983: Umberto II;
- 18 marzo 1983 – 1º giugno 2021: Vittorio Emanuele di Savoia (contestato dal 2006) o Amedeo di Savoia-Aosta;
- 1º giugno 2021 – 3 febbraio 2024: Vittorio Emanuele di Savoia o Aimone di Savoia-Aosta;
- dal 3 febbraio 2024: Emanuele Filiberto di Savoia o Aimone di Savoia-Aosta.

## Titoli

Corona ferrea dei re d'Italia

I titoli di Casa Savoia accumulati nel corso dei secoli e portati dall'ultimo capo della casa regnante, Umberto II, erano i seguenti:
Sua Maestà (nome), per grazia di Dio e per volontà della Nazione,
- Re d'Italia,
- Re di Sardegna,
- Re di Gerusalemme, di Cipro e d'Armenia,
- Duca di Savoia, d'Aosta, di Genova, di Monferrato, di Piacenza, del Chiablese, del Genevese e di Carignano Ivoy,
- Principe e Vicario perpetuo del Sacro Romano Impero,
- Principe di Carignano, di Acaia, di Piemonte, di Oneglia, di Poirino, di Trino, di Carmagnola, di Montmélian, di Arbin, di Francin, di Masserano, di Crescentino, di Dronero, di Chieri, di Riva presso Chieri, di Banna, di Bene, di Bra e di Busca,
- Principe Balì del Ducato d'Aosta,
- Marchese di Susa, di Ivrea, di Saluzzo, di Ceva, di Maro, di Cesena, di Savona, di Tarantasia, di Borgomanero, di Cureggio, di Oristano, di Caselle, di Rivoli, di Pianezza, di Govone, di Salussola, di Racconigi con Tegerone, di Migliabruna, di Motturone, di Cavallermaggiore, di Marene, di Modane, di Lanslebourg, di Livorno Ferraris, di Santhià, di Agliè, di Centallo, di Demonte, di Desana, di Ghemme, di Vigone e di Villafranca,
- Marchese in Italia, Marchese di Roccavione, Peveragno e Boves,
- Conte di Torino, Conte di Asti, di Moriana, di Barge, di Villafranca, di Nizza, di Tenda, di Ginevra, di Bairo, di Oregno, di Alessandria, di Novara, di Romont, di Tortona, di Bobbio, di Soissons, di Sant'Antioco, di Pollenzo, di Roccabruna, di Tricerro, di Bairo, di Ozegna,
- Conte del Goceano e dell'Apertole, Conte di Sarre,
- Conte dell'Impero Francese, Conte di Vigevano, Conte di Noyon, Belley e Salmorence, Conte d'Oirado, di Bredulo ed Albenga, Conte di Moncalieri, Conte di Valence e Die, Conte di Richmond,
- Visconte e Signore di Chambéry,
- Barone del Faucigny e del Vaud, Barone di Varisella,
- Alto Signore di Monaco, di Roccabruna e di Mentone,
- Signore di Vercelli, di Pinerolo e della Lomellina e della Valsesia,
- Signore d'Arvillars e Mulette, Signore di Collegno, Signore di Bernezzo, Signore di Altessano, Signore di Genola, Signore di Pancalieri, Signore di Covorre, Signore di Bugey, Signore di Cornillon, Signore di Coligny, Signore di Meudon, Signore di Villanova di Chillon, Signore di Bard, Signore di Crest, Signore di Chamasson, Signore di Corcelle, Signore di Boon, Signore di Balme, Signore di Cluse, Signore di Montagny, Signore di Grospurg, Signore di Bressa e Bougé, Signore di Seyssel, Signore d'Egle, Signore d'Aubonne e Vingel, Signore d'Arlod, Signore di Gruyères, Signore di Vivey e Port Valeys, Signore di Corbière, Signore di Ponto in Ogo, Signore di Torre del Pino, Signore di Talavier, Signore di Clées, Signore di Baleyson, Signore di Lanzin, Signore di Belmont, Signore di Arcanciel, Signore di Yllens, Signore di Charosse, Signore di Dorches, Signore di Cronay, Signore di Palesiex,
- Nobile Uomo e Patrizio di Venezia,
- Patrizio di Ferrara,
- Commendatore della Real Commenda Gerosolimitana del S.M.O.M. di Modica e Randazzo

ecc. ecc. ecc.
Altri titoli:
- Re di Sicilia
- Re d'Albania
- Re di Croazia
- Re di Spagna
- Imperatore d'Etiopia
- Re d'Inghilterra, di Scozia e d'Irlanda (successione giacobita)
- Re di Francia (successione giacobita)

## Trattamenti d'onore, qualità, titoli, predicati
I trattamenti d'onore, qualità, titoli, predicati della Casa Savoia sono stati descritti nel Regio Decreto del 1º gennaio 1890 "Titoli e Stemmi della Famiglia Reale".
| N° | Persona                                                | Trattamento d'onore     | Qualità                               | Titolo               | Predicato            |
| -- | ------------------------------------------------------ | ----------------------- | ------------------------------------- | -------------------- | -------------------- |
| 1  | Sovrano                                                | Sua maestà              | Re                                    | Re                   | d'Italia             |
| 2  | Moglie del sovrano                                     | Sua maestà              | Regina                                | Regina               | d'Italia             |
| 3  | Figlio primogenito del sovrano                         | Sua Altezza Reale       | Principe Reale Ereditario             | Principe             | di Piemontedi Napoli |
| 4  | Moglie del figlio primogenito del sovrano              | Sua Altezza Reale       | Principessa Reale                     | Principessa          | di Piemontedi Napoli |
| 5  | Altri figli del sovrano                                | Sua Altezza Reale       | Principe Reale                        | Principe             | (ereditabile m.p.)   |
| 6  | Figlie del sovrano                                     | Sua Altezza Reale       | Principessa Reale                     | Principessa          | di Savoia            |
| 7  | Figli del figlio primogenito del sovrano               | Sua Altezza Reale       | Principe Reale                        | Principe             | di Piemontedi Napoli |
| 8  | Figlie del figlio primogenito del sovrano              | Sua Altezza Reale       | Principessa Reale                     | Principessa          | di Savoia            |
| 9  | Nipoti del sovrano, figli di principe fratello         | Sua Altezza Serenissima | Principe/Principessa Reale del Sangue | Principe/Principessa | di Savoia            |
| 10 | Figli e discendenti dei nipoti del sovrano             | Sua Altezza Serenissima | Principe/Principessa Reale del Sangue | Principe/Principessa | di Savoia            |
| 11 | Figli e discendenti dei nipoti del principe ereditario | Sua Altezza Serenissima | Principe/Principessa Reale del Sangue | Principe/Principessa | di Savoia            |

## Governanti di altre Nazioni
- 1459-1460 Luigi di Savoia re di Cipro
- 1871-1873 Amedeo I re di Spagna (figlio di Vittorio Emanuele II d'Italia, capostipite del ramo Savoia-Aosta)
- 1941-1943 Tomislavo II re di Croazia (nipote di Amedeo I di Spagna)

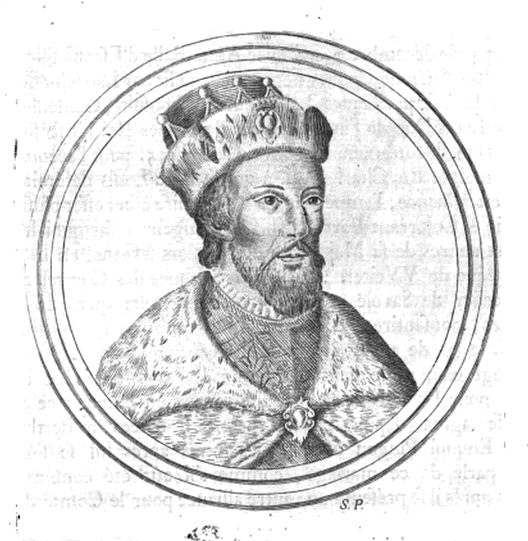
Luigi di Savoia, re di Cipro
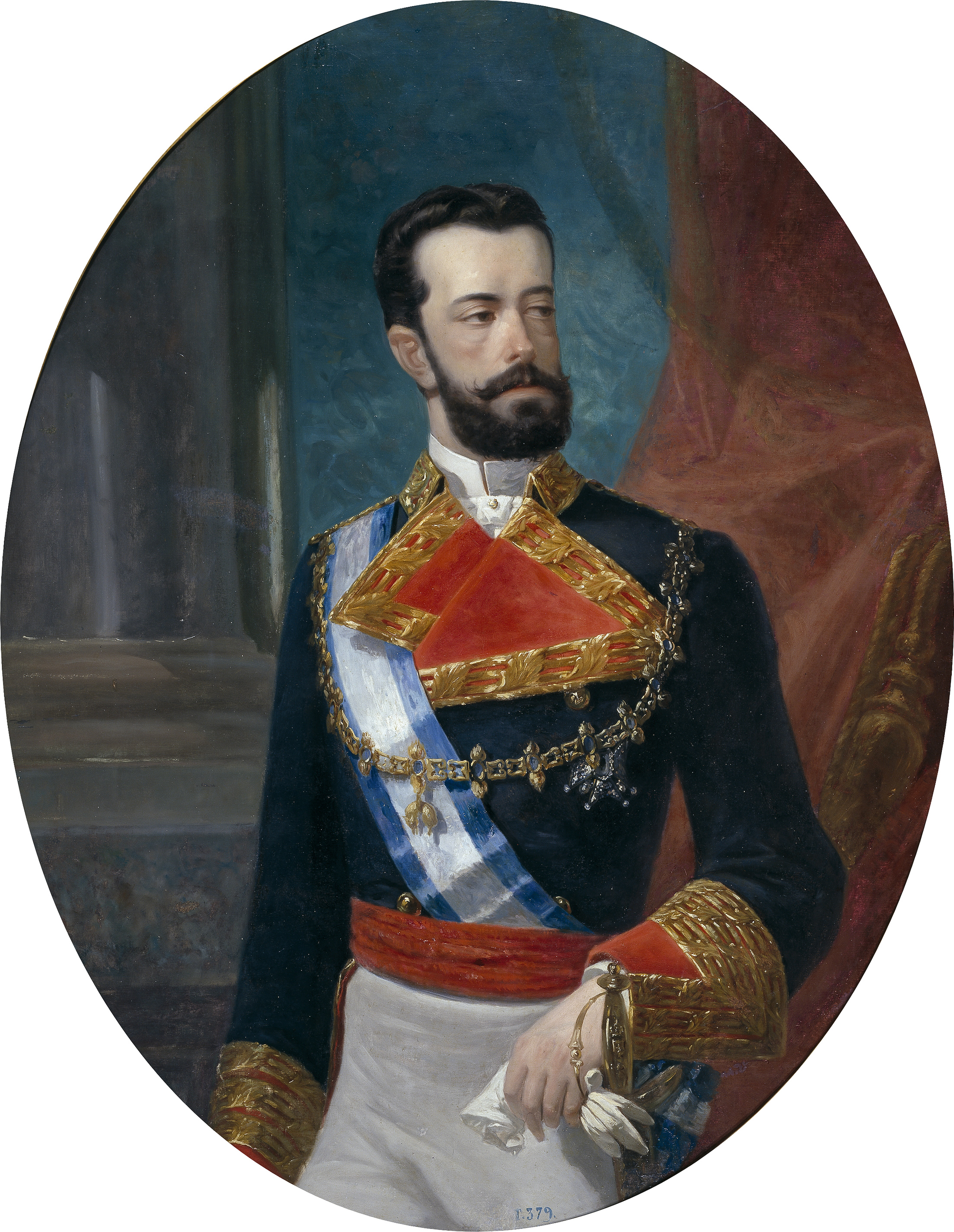
Amedeo I, re di Spagna
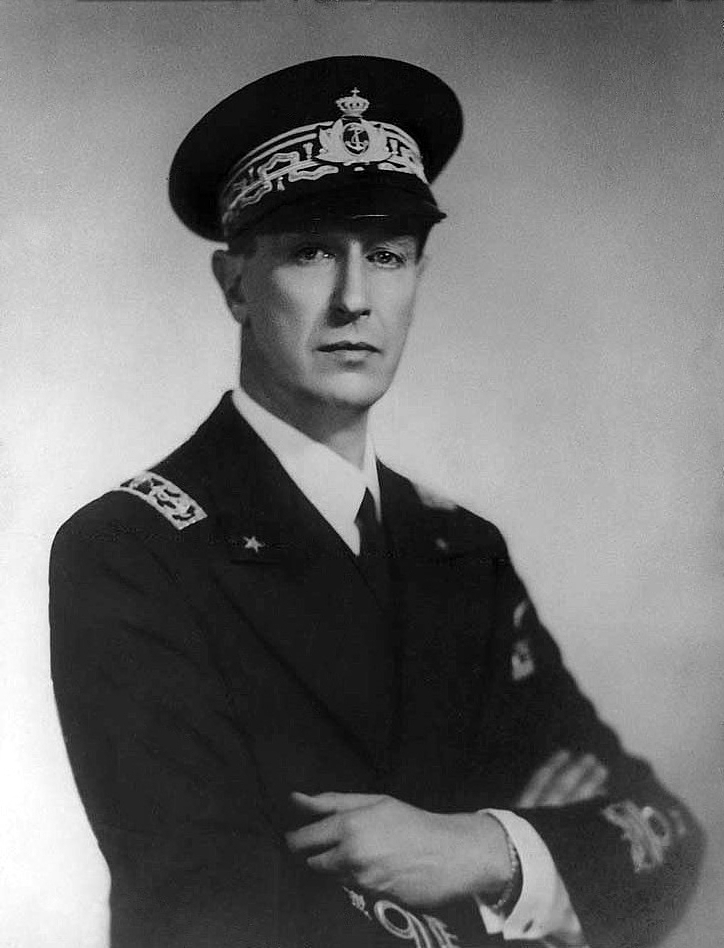
Tomislavo II, re di Croazia

## Stati e aree di governo
Di seguito l'elenco degli stati, o regioni, in cui i vari rami del casato hanno regnato a diverso titolo.
 Contea di Savoia
 Contea di Moriana
 Contea del Genevese
 Contea di Nizza
 Marca di Torino
 Contea di Aosta
 Ducato di Aosta
 Ducato del Chiablese
 Principato d'Acaia
 Ducato di Savoia
 Regno di Cipro
 Regno di Gerusalemme
 Regno d'Armenia
 Regno di Sicilia
 Regno di Sardegna
 Regno di Spagna
 Regno d'Italia
 Eritrea
 Somalia
 Tripolitania
 Cirenaica
 Libia
 Etiopia
 Africa Orientale Italiana
 Dodecaneso
  Tientsin
 Regno d'Albania
 Stato Indipendente di Croazia
 Regno del Montenegro

## Imperatrici e regine di Casa Savoia
Nel corso dei secoli le figlie dei vari conti, duchi e re di Casa Savoia, ricoprirono molti ed importanti ruoli in qualità di consorti dei vari sovrani europei, imparentandosi così con le più importanti casate d'Europa.
Di seguito è riportato un elenco delle donne appartenenti per sangue (e non per matrimonio) a Casa Savoia e che ricoprirono i più importanti ruoli, ovvero le imperatrici e le regine. Sono anche incluse, però, coloro che svolsero ruoli di potere e governo, come la reggenza di uno Stato per il proprio figlio, e anche coloro che ricoprirono titoli minori come le duchesse, le define e le principesse ereditarie.
Per tanto, sono escluse da questa lista tutte quelle donne che appartennero a Casa Savoia a seguito del loro matrimonio con un membro maschile appartenente per sangue alla casata. E, anche per praticità, sono escluse tutte quelle donne che ricoprirono ruoli minori in qualità di signore, contesse, marchese, ecc.

### Imperatrici
| Sovrana                 | Ritratto            | Stemma              | Nascita             | In carica           | In carica           | Morte               | Consorte di                              | N.                  |
| Sovrana                 | Ritratto            | Stemma              | Nascita             | Dal                 | Al                  | Morte               | Consorte di                              | N.                  |
| Sacro Romano Impero     | Sacro Romano Impero | Sacro Romano Impero | Sacro Romano Impero | Sacro Romano Impero | Sacro Romano Impero | Sacro Romano Impero | Sacro Romano Impero                      | Sacro Romano Impero |
| ----------------------- | ------------------- | ------------------- | ------------------- | ------------------- | ------------------- | ------------------- | ---------------------------------------- | ------------------- |
| Berta di Savoia         |                     |                     | 21 settembre 1051   | 31 marzo 1084       | 27 dicembre 1087    | 27 dicembre 1087    | Imperatore Enrico IV di Franconia        |                     |
| Impero Romano d'Oriente |                     |                     |                     |                     |                     |                     |                                          |                     |
| Anna di Savoia          |                     |                     | 1306                | 1326                | 1341                | 1365                | Imperatore Andronico III Paleologo       |                     |
| Impero d'Austria        |                     |                     |                     |                     |                     |                     |                                          |                     |
| Maria Anna di Savoia    |                     |                     | 19 settembre 1803   | 2 marzo 1835        | 2 dicembre 1848     | 4 maggio 1884       | Imperatore Ferdinando I d'Asburgo-Lorena |                     |

### Regine
| Sovrana                                                                          | Ritratto                     | Stemma o Monogramma          | Nascita                      | In carica                              | In carica                             | Morte                        | Consorte di | N.                           |
| Sovrana                                                                          | Ritratto                     | Stemma o Monogramma          | Nascita                      | Dal                                    | Al                                    | Morte                        | Consorte di | N.                           |
| Germania , Italia e Borgogna                                                     | Germania , Italia e Borgogna | Germania , Italia e Borgogna | Germania , Italia e Borgogna | Germania , Italia e Borgogna           | Germania , Italia e Borgogna          | Germania , Italia e Borgogna | Germania , Italia e Borgogna                                                                                         | Germania , Italia e Borgogna |
| -------------------------------------------------------------------------------- | ---------------------------- | ---------------------------- | ---------------------------- | -------------------------------------- | ------------------------------------- | ---------------------------- | --- | ---------------------------- |
| Berta di Savoia                                                                  |                              |                              | 21 settembre 1051            | 13 luglio 1066                         | 27 dicembre 1087                      | 27 dicembre 1087             | Enrico IV di Franconia, re di Germania, d'Italia e di Borgogna                                                       |                              |
| Francia                                                                          |                              |                              |                              |                                        |                                       |                              | |                              |
| Adelaide di Savoia                                                               |                              |                              | 1092/1100 circa              | 25-30 marzo 1115                       | 1º agosto 1137                        | 18 novembre 1154             | Luigi VI il Grosso, re di Francia                                                                                    |                              |
| Carlotta di Savoia                                                               |                              |                              | 1441/43 circa                | 22 luglio 1461                         | 30 agosto 1483                        | 1º dicembre 1483             | Luigi XI di Valois, re di Francia                                                                                    |                              |
| Maria Giuseppina di Savoia (regina titolare)                                     |                              |                              | 2 settembre 1753             | 8 giugno 1795                          | 13 novembre 1810                      | 13 novembre 1810             | Luigi XVIII, re di Francia                                                                                           |                              |
| Portogallo                                                                       |                              |                              |                              |                                        |                                       |                              | |                              |
| Mafalda di Savoia                                                                |                              |                              | 1125 circa                   | 1146                                   | 4 dicembre 1157                       | 4 dicembre 1157              | Alfonso I il Conquistatore, re del Portogallo                                                                        |                              |
| Maria Francesca di Savoia-Nemours                                                |                              |                              | 22 giugno 1646               | (1) 2 agosto 1666(2) 12 settembre 1683 | (1) 24 marzo 1668(2) 27 dicembre 1683 | 27 dicembre 1683             | Alfonso VI di Braganza, re del Portogallo (matrimonio annullato)Pietro II di Braganza, re del Portogallo             |                              |
| Maria Pia di Savoia                                                              |                              |                              | 16 ottobre 1847              | 6 ottobre 1862                         | 19 ottobre 1889                       | 5 luglio 1911                | Luigi I di Braganza-Sassonia-Coburgo-Gotha, re del Portogallo                                                        |                              |
| Sicilia                                                                          |                              |                              |                              |                                        |                                       |                              | |                              |
| Beatrice di Savoia                                                               |                              |                              | 1233                         | 1258                                   | 1259                                  | 1259                         | Manfredi di Svevia, re di Sicilia                                                                                    |                              |
| Maria Luisa di Savoia                                                            |                              |                              | 17 settembre 1688            | 2 novembre 1701                        | 11 aprile 1713                        | 14 febbraio 1714             | Filippo IV di Borbone, re di Sicilia                                                                                 |                              |
| Spagna , Napoli e Sardegna                                                       |                              |                              |                              |                                        |                                       |                              | |                              |
| Maria Luisa di Savoia                                                            |                              |                              | 17 settembre 1688            | 2 novembre 1701                        | 14 febbraio 1714                      | 14 febbraio 1714             | Filippo V di Borbone, re di Spagna, Sardegna e Napoli                                                                |                              |
| Due Sicilie                                                                      |                              |                              |                              |                                        |                                       |                              | |                              |
| Maria Cristina di Savoia                                                         |                              |                              | 14 novembre 1812             | 21 novembre 1832                       | 21 gennaio 1836                       | 21 gennaio 1836              | Ferdinando II di Borbone, re delle Due Sicilie                                                                       |                              |
| Ungheria , Croazia , Boemia , Dalmazia , Lombardia-Venetia , Galizia e Lodomiria |                              |                              |                              |                                        |                                       |                              | |                              |
| Maria Anna di Savoia                                                             |                              |                              | 19 settembre 1803            | 2 marzo 1835                           | 2 dicembre 1848                       | 4 maggio 1884                | Ferdinando V & I d'Asburgo-Lorena, re di Ungheria, Croazia, Boemia, Dalmazia, Lombardia-Venetia, Galizia e Lodomiria |                              |
| Italia                                                                           |                              |                              |                              |                                        |                                       |                              | |                              |
| Margherita di Savoia                                                             |                              |                              | 20 novembre 1851             | 9 gennaio 1878                         | 29 luglio 1900                        | 4 gennaio 1926               | Umberto I di Savoia, re d'Italia                                                                                     |                              |
| Bulgaria                                                                         |                              |                              |                              |                                        |                                       |                              | |                              |
| Giovanna di Savoia                                                               |                              |                              | 13 novembre 1907             | 25 ottobre 1930                        | 28 agosto 1943                        | 26 febbraio 2000             | Boris III di Sassonia-Coburgo-Gotha, zar di Bulgaria                                                                 |                              |

### Regine titolari
| Sovrana                                   | Ritratto                       | Stemma o Monogramma            | Nascita                        | In carica                      | In carica                      | Morte                          | Consorte di                                                               | N.                             |
| Sovrana                                   | Ritratto                       | Stemma o Monogramma            | Nascita                        | Dal                            | Al                             | Morte                          | Consorte di                                                               | N.                             |
| Gerusalemme , Cipro ed Armenia            | Gerusalemme , Cipro ed Armenia | Gerusalemme , Cipro ed Armenia | Gerusalemme , Cipro ed Armenia | Gerusalemme , Cipro ed Armenia | Gerusalemme , Cipro ed Armenia | Gerusalemme , Cipro ed Armenia | Gerusalemme , Cipro ed Armenia                                            | Gerusalemme , Cipro ed Armenia |
| ----------------------------------------- | ------------------------------ | ------------------------------ | ------------------------------ | ------------------------------ | ------------------------------ | ------------------------------ | ------------------------------------------------------------------------- | ------------------------------ |
| Iolanda di Savoia                         |                                |                                | 11 luglio 1487                 | 7 novembre 1497                | 12 settembre 1499              | 12 settembre 1499              | Filiberto II di Savoia, re titolare di Gerusalemme, Cipro ed Armenia      |                                |
| Maria Giovanna Battista di Savoia-Nemours |                                |                                | 11 aprile 1644                 | 20 maggio 1665                 | 12 giugno 1675                 | 15 marzo 1724                  | Carlo Emanuele II di Savoia, re titolare di Gerusalemme, Cipro ed Armenia |                                |
| Margherita di Savoia                      |                                |                                | 20 novembre 1851               | 9 gennaio 1878                 | 29 luglio 1900                 | 4 gennaio 1926                 | Umberto I di Savoia, re titolare di Gerusalemme, Cipro ed Armenia         |                                |
| Francia                                   |                                |                                |                                |                                |                                |                                |                                                                           |                                |
| Maria Giuseppina di Savoia                |                                |                                | 2 settembre 1753               | 8 giugno 1795                  | 13 novembre 1810               | 13 novembre 1810               | Luigi XVIII di Borbone, re titolare di Francia (poi Re regnante)          |                                |

### Delfine
| Sovrana                                                 | Ritratto             | Stemma               | Nascita              | In carica            | In carica                       | Morte                | Consorte di                      | N.                   |
| Sovrana                                                 | Ritratto             | Stemma               | Nascita              | Dal                  | Al                              | Morte                | Consorte di                      | N.                   |
| Delfine del Viennois                                    | Delfine del Viennois | Delfine del Viennois | Delfine del Viennois | Delfine del Viennois | Delfine del Viennois            | Delfine del Viennois | Delfine del Viennois             | Delfine del Viennois |
| ------------------------------------------------------- | -------------------- | -------------------- | -------------------- | -------------------- | ------------------------------- | -------------------- | -------------------------------- | -------------------- |
| Bona di Savoia                                          |                      |                      | 1275 circa           | 1280 circa           | 24 settembre 1282               | 1293-1300 circa      | Giovanni I, delfino del Viennois |                      |
| Delfine di Francia (come consorti dell'erede al trono ) |                      |                      |                      |                      |                                 |                      |                                  |                      |
| Carlotta di Savoia                                      |                      |                      | 1441-43 circa        | 9 marzo 1451         | 22 luglio 1461 (diventò Regina) | 1º dicembre 1483     | Luigi di Valois (poi Luigi XI)   |                      |
| Maria Adelaide di Savoia                                |                      |                      | 6 dicembre 1685      | 14 aprile 1711       | 12 febbraio 1712                | 12 febbraio 1712     | Luigi di Borbone-Francia         |                      |

### Duchesse
| Sovrana                                   | Ritratto | Stemma o Monogramma | Nascita           | In carica        | In carica                        | Morte             | Consorte di                                                        | N.     |
| Sovrana                                   | Ritratto | Stemma o Monogramma | Nascita           | Dal              | Al                               | Morte             | Consorte di                                                        | N.     |
| Svevia                                    | Svevia   | Svevia              | Svevia            | Svevia           | Svevia                           | Svevia            | Svevia                                                             | Svevia |
| ----------------------------------------- | -------- | ------------------- | ----------------- | ---------------- | -------------------------------- | ----------------- | ------------------------------------------------------------------ | ------ |
| Adelaide di Savoia                        |          |                     | 1050-52 circa     | 1060-62 circa    | 1079 circa                       | 1079 circa        | Rodolfo di Rheinfelden, duca di Svevia                             |        |
| Austria e Stiria                          |          |                     |                   |                  |                                  |                   |                                                                    |        |
| Caterina di Savoia                        |          |                     | 1300 circa        | 1315 circa       | 28 febbraio 1326                 | 30 settembre 1336 | Leopoldo I d'Asburgo, duca d'Austria e di Stiria                   |        |
| Carinzia                                  |          |                     |                   |                  |                                  |                   |                                                                    |        |
| Beatrice di Savoia                        |          |                     | 1310 circa        | 8 giugno 1328    | 20 dicembre 1331                 | 20 dicembre 1331  | Enrico di Gorizia, duca di Carinzia                                |        |
| Bretagna                                  |          |                     |                   |                  |                                  |                   |                                                                    |        |
| Giovanna di Savoia                        |          |                     | 1310 circa        | 21 marzo 1330    | 30 aprile 1341                   | 29 giugno 1344    | Giovanni III di Dreux, duca di Bretagna                            |        |
| Milano                                    |          |                     |                   |                  |                                  |                   |                                                                    |        |
| Maria di Savoia                           |          |                     | 1411 circa        | 2 dicembre 1427  | 12 agosto 1447                   | 22 febbraio 1469  | Filippo Maria Visconti, duca di Milano                             |        |
| Bona di Savoia                            |          |                     | 10 agosto 1449    | 22 luglio 1468   | 26 dicembre 1476                 | 23 novembre 1503  | Galeazzo Maria Sforza, duca di Milano                              |        |
| Maria Luisa di Savoia                     |          |                     | 17 settembre 1688 | 2 novembre 1701  | 24 settembre 1706                | 14 febbraio 1714  | Filippo IV di Borbone, duca di Milano                              |        |
| Angiò                                     |          |                     |                   |                  |                                  |                   |                                                                    |        |
| Margherita di Savoia                      |          |                     | 7 agosto 1420     | 31 marzo 1431    | 12 novembre 1434                 | 30 settembre 1479 | Luigi III, duca d'Angiò                                            |        |
| Maria Giuseppina di Savoia                |          |                     | 2 settembre 1753  | 16 aprile 1771   | 1790                             | 13 novembre 1810  | Luigi Stanislao Saverio di Borbone, duca d'Angiò (poi Luigi XVIII) |        |
| Savoia                                    |          |                     |                   |                  |                                  |                   |                                                                    |        |
| Iolanda di Savoia                         |          |                     | 11 luglio 1487    | 7 novembre 1497  | 12 settembre 1499                | 12 settembre 1499 | Filiberto II il Bello, duca di Savoia                              |        |
| Maria Giovanna Battista di Savoia-Nemours |          |                     | 11 aprile 1644    | 20 maggio 1665   | 12 giugno 1675                   | 15 marzo 1724     | Carlo Emanuele II, duca di Savoia                                  |        |
| Nemours                                   |          |                     |                   |                  |                                  |                   |                                                                    |        |
| Filiberta di Savoia                       |          |                     | 1498              | 1515             | 17 marzo 1516                    | 1524              | Giuliano de' Medici, duca di Nemours                               |        |
| Mantova e Monferrato                      |          |                     |                   |                  |                                  |                   |                                                                    |        |
| Margherita di Savoia                      |          |                     | 28 aprile 1589    | 9 febbraio 1612  | 22 dicembre 1612                 | 26 giugno 1655    | Francesco IV & II Gonzaga, duca di Mantova e del Monferrato        |        |
| Parma e Piacenza                          |          |                     |                   |                  |                                  |                   |                                                                    |        |
| Margherita Violante di Savoia             |          |                     | 15 novembre 1635  | 29 aprile 1660   | 29 aprile 1663                   | 29 aprile 1663    | Ranuccio II Farnese, duca di Parma e Piacenza                      |        |
| Maria Teresa di Savoia                    |          |                     | 19 settembre 1803 | 17 dicembre 1847 | 19 aprile 1849                   | 16 luglio 1879    | Carlo II di Borbone-Parma, duca di Parma e Piacenza                |        |
| Borgogna                                  |          |                     |                   |                  |                                  |                   |                                                                    |        |
| Maria Adelaide di Savoia                  |          |                     | 6 dicembre 1685   | 7 dicembre 1697  | 14 aprile 1711 (diventò Delfina) | 12 febbraio 1712  | Luigi di Borbone-Francia                                           |        |
| Chiablese                                 |          |                     |                   |                  |                                  |                   |                                                                    |        |
| Maria Anna di Savoia                      |          |                     | 17 dicembre 1757  | 19 marzo 1775    | 4 gennaio 1808                   | 11 ottobre 1824   | Benedetto di Savoia, duca di Chiablese                             |        |
| Modena e Reggio                           |          |                     |                   |                  |                                  |                   |                                                                    |        |
| Maria Beatrice di Savoia                  |          |                     | 6 dicembre 1792   | 15 luglio 1814   | 15 settembre 1840                | 15 settembre 1840 | Francesco IV d'Asburgo-Este, duca di Modena e Reggio               |        |
| Lucca                                     |          |                     |                   |                  |                                  |                   |                                                                    |        |
| Maria Teresa di Savoia                    |          |                     | 19 settembre 1803 | 13 marzo 1824    | 17 dicembre 1847                 | 16 luglio 1879    | Carlo I di Borbone-Parma, duca di Lucca                            |        |

### Elettrici
| Sovrana                       | Ritratto           | Stemma             | Nascita            | In carica          | In carica          | Morte              | Consorte di                                          | N.                 |
| Sovrana                       | Ritratto           | Stemma             | Nascita            | Dal                | Al                 | Morte              | Consorte di                                          | N.                 |
| Elettrici Palatine            | Elettrici Palatine | Elettrici Palatine | Elettrici Palatine | Elettrici Palatine | Elettrici Palatine | Elettrici Palatine | Elettrici Palatine                                   | Elettrici Palatine |
| ----------------------------- | ------------------ | ------------------ | ------------------ | ------------------ | ------------------ | ------------------ | ---------------------------------------------------- | ------------------ |
| Matilde di Savoia             |                    |                    | 1390               | 30 novembre 1417   | 30 dicembre 1436   | 14 marzo 1438      | Ludovico III di Wittelsbach, elettore palatino       |                    |
| Margherita di Savoia          |                    |                    | 7 agosto 1420      | 18 ottobre 1445    | 13 agosto 1449     | 30 settembre 1479  | Ludovico IV di Wittelsbach, elettore palatino        |                    |
| Elettrici di Baviera          |                    |                    |                    |                    |                    |                    |                                                      |                    |
| Enrichetta Adelaide di Savoia |                    |                    | 6 novembre 1636    | 27 settembre 1651  | 13 giugno 1676     | 13 giugno 1676     | Ferdinando Maria di Wittelsbach, elettore di Baviera |                    |

### Principesse ereditarie
| Nome                     | Ritratto | Stemma | Nascita         | In carica         | In carica         | Morte             | Consorte di                                                           | N. |
| Nome                     | Ritratto | Stemma | Nascita         | Dal               | Al                | Morte             | Consorte di                                                           | N. |
| ------------------------ | -------- | ------ | --------------- | ----------------- | ----------------- | ----------------- | --------------------------------------------------------------------- | -- |
| Modena e Reggio          |          |        |                 |                   |                   |                   |                                                                       |    |
| Isabella di Savoia       |          |        | 2-11 marzo 1591 | 22 febbraio 1608  | 22-28 agosto 1626 | 22-28 agosto 1626 | Alfonso III d'Este, principe ereditario di Modena e Reggio (poi Duca) |    |
| Sassonia                 |          |        |                 |                   |                   |                   |                                                                       |    |
| Maria Carolina di Savoia |          |        | 17 gennaio 1764 | 29 settembre 1781 | 28 dicembre 1782  | 28 dicembre 1782  | Antonio di Wettin, principe ereditario di Sassonia (poi Re)           |    |

### Reggenti
| Nome                                      | Ritratto                | Stemma o Monogramma     | Nascita                 | In carica                            | In carica                             | Morte                   | Reggente per suo figlio      | N.                      |
| Nome                                      | Ritratto                | Stemma o Monogramma     | Nascita                 | Dal                                  | Al                                    | Morte                   | Reggente per suo figlio      | N.                      |
| Impero Romano d'Oriente                   | Impero Romano d'Oriente | Impero Romano d'Oriente | Impero Romano d'Oriente | Impero Romano d'Oriente              | Impero Romano d'Oriente               | Impero Romano d'Oriente | Impero Romano d'Oriente      | Impero Romano d'Oriente |
| ----------------------------------------- | ----------------------- | ----------------------- | ----------------------- | ------------------------------------ | ------------------------------------- | ----------------------- | ---------------------------- | ----------------------- |
| Anna di Savoia                            |                         |                         | 1306                    | 1341                                 | 1347                                  | 1365                    | Giovanni V Paleologo         |                         |
| Ducato di Milano                          |                         |                         |                         |                                      |                                       |                         |                              |                         |
| Bona di Savoia                            |                         |                         | 10 agosto 1449          | 1476                                 | 1481                                  | 23 novembre 1503        | Gian Galeazzo Maria Sforza   |                         |
| Regno di Francia                          |                         |                         |                         |                                      |                                       |                         |                              |                         |
| Luisa di Savoia                           |                         |                         | 11 settembre 1476       | (1) 15 luglio 1515(2) 12 agosto 1524 | (1) 18 febbraio 1516(2) 21 marzo 1526 | 22 settembre 1531       | Francesco I di Francia       |                         |
| Ducato di Savoia                          |                         |                         |                         |                                      |                                       |                         |                              |                         |
| Maria Giovanna Battista di Savoia-Nemours |                         |                         | 11 aprile 1644          | 12 giugno 1675                       | 14 marzo 1684                         | 15 marzo 1724           | Vittorio Amedeo II di Savoia |                         |

### Viceregine
| Nome                 | Ritratto   | Stemma     | Nascita        | In carica        | In carica        | Morte          | N.         |
| Nome                 | Ritratto   | Stemma     | Nascita        | Dal              | Al               | Morte          | N.         |
| Portogallo           | Portogallo | Portogallo | Portogallo     | Portogallo       | Portogallo       | Portogallo     | Portogallo |
| -------------------- | ---------- | ---------- | -------------- | ---------------- | ---------------- | -------------- | ---------- |
| Margherita di Savoia |            |            | 28 aprile 1589 | 23 dicembre 1634 | 1º dicembre 1640 | 25 giugno 1655 |            |

## Genealogia e araldica

### Struttura del Casato
|                                                             |                                                             |                     |                     |                                    |                                    |                                            |                                            |                    |                                                  |                                                  |                    |                          |                          |                       |                                                        |                                                        |
|                                                             |                                                             |                     |                     | Ramo Principale 1003–1831          |                                    |                                            |                                            |                    |                                                  |                                                  |                    |                          |                          |                       |                                                        |                                                        |
|                                                             |                                                             |                     |                     |                                    |                                    |                                            |                                            |                    |                                                  |                                                  |                    |                          |                          |                       |                                                        |                                                        |
|                                                             |                                                             |                     |                     |                                    |                                    |                                            |                                            |                    |                                                  |                                                  |                    |                          |                          |                       |                                                        |                                                        |
|                                                             |                                                             |                     |                     | Conti di Savoia 1003–1416          |                                    |                                            |                                            |                    |                                                  |                                                  |                    |                          |                          |                       |                                                        |                                                        |
|                                                             |                                                             |                     |                     |                                    |                                    |                                            |                                            |                    |                                                  |                                                  |                    |                          |                          |                       |                                                        |                                                        |
|                                                             |                                                             |                     |                     |                                    |                                    |                                            |                                            |                    |                                                  |                                                  |                    |                          |                          |                       |                                                        |                                                        |
| Vaud 1285–1359                                              | Vaud 1285–1359                                              | Acaia 1301–1418     | Acaia 1301–1418     |                                    |                                    |                                            |                                            |                    | Duchi di Savoia 1416–1713                        | Duchi di Savoia 1416–1713                        |                    |                          |                          |                       |                                                        |                                                        |
|                                                             |                                                             |                     |                     |                                    |                                    |                                            |                                            |                    |                                                  |                                                  |                    |                          |                          |                       |                                                        |                                                        |
|                                                             |                                                             |                     |                     |                                    |                                    |                                            |                                            |                    |                                                  |                                                  |                    |                          |                          |                       |                                                        |                                                        |
| Collegno e Altessano Inferiore 1320–1598 [ramo morganatico] | Collegno e Altessano Inferiore 1320–1598 [ramo morganatico] | Racconigi 1414–1605 | Racconigi 1414–1605 | Busca 1418–1613 [ramo morganatico] | Busca 1418–1613 [ramo morganatico] | Villars-Tenda 1497–1751 [ramo morganatico] | Villars-Tenda 1497–1751 [ramo morganatico] | Nemours 1514–1659  | Nemours 1514–1659                                | Carignano dal 1620                               | Carignano dal 1620 | Re di Sardegna 1720–1831 | Re di Sardegna 1720–1831 |                       |                                                        |                                                        |
|                                                             |                                                             |                     |                     |                                    |                                    |                                            |                                            |                    |                                                  |                                                  |                    |                          |                          |                       |                                                        |                                                        |
|                                                             |                                                             |                     |                     |                                    |                                    |                                            |                                            |                    |                                                  |                                                  |                    |                          |                          |                       |                                                        |                                                        |
|                                                             |                                                             |                     |                     | Della Morea 1613–post 1841         | Della Morea 1613–post 1841         |                                            | Soissons 1656–1734                         | Soissons 1656–1734 | Villafranca 1780–1888                            | Villafranca 1780–1888                            |                    |                          | Re d'Italia 1861–1946    | Re d'Italia 1861–1946 |                                                        |                                                        |
|                                                             |                                                             |                     |                     |                                    |                                    |                                            |                                            |                    |                                                  |                                                  |                    |                          |                          |                       |                                                        |                                                        |
|                                                             |                                                             |                     |                     |                                    |                                    |                                            |                                            |                    |                                                  |                                                  |                    |                          |                          |                       |                                                        |                                                        |
|                                                             |                                                             |                     |                     |                                    |                                    |                                            |                                            |                    | Villafranca-Soissons dal 1888 [ramo morganatico] | Villafranca-Soissons dal 1888 [ramo morganatico] | Genova 1831–1996   | Genova 1831–1996         | Aosta dal 1845           | Aosta dal 1845        | Mirafiori e Fontanafredda 1859–1970 [ramo morganatico] | Mirafiori e Fontanafredda 1859–1970 [ramo morganatico] |

### Armoriale
Data la lunghissima storia del casato, i Savoia poterono arricchire tantissimo il proprio armoriale. Gli stemmi usati dai Savoia furono tra i più svariati e molteplici tra le casate d'Europa, sebbene il segno distintivo rimase comunque la "croce d'argento in campo rosso", simbolo per eccellenza della famiglia sin dal XII secolo.
Qui di seguito sono elencati cronologicamente i principali stemmi dei Sovrani del Casato e dei tre rami cadetti più illustri.

Arma storica di Casa Savoia (dal XII secolo, attestata a partire dal conte Tommaso I di Savoia)
Duca di Savoia 1563–1630
Duca di Savoia 1630–1713
Re e Regno di Sicilia 1713–1720
Re e Regno di Sardegna 1720–1815
Re e Regno di Sardegna 1815–1833
Re e Regno di Sardegna 1833–1848
Re e Regno di Sardegna (poi del Regno d'Italia dal 1861) 1848–1870
Regno d'Italia 1870–1890
Regno d'Italia 1890–1946
Re d'Italia e Capo della Real Casa dal 1890-1946
Savoia-Carignano dal 1620–1948 [N 6]
Savoia-Aosta dal 1845–1948[N 6]
Savoia-Genova 1831–1948[N 6]

### Bandiere

Regno d'Italia 1861-1946
Regio Esercito
Stendardo Reale 1861-1880
Stendardo Reale 1880-1946

Regione Piemonte dal 1995
Dipartimento della Savoia dal 1860

Ducato di Savoia

fine XVI - fine XVIII secolo

Regno di Sardegna

Marina militare 1785-1802
Marina mercantile 1802-1814
Marina militare 1802-1814
Marina mercantile e Marina militare 1814-1816
Regno di Sardegna e Marina mercantile 1816-1848
Regno di Sardegna e Marina militare 1816-1848[74]
Marina militare variante a quella di Stato 1816-1848[75]
Regno di Sardegna 1848-1851
Regno di Sardegna e Marina mercantile 1851–1861
Regno di Sardegna e Marina militare 1851–1861
Stendardo reale 1720-1848
Stendardo Reale 1848-1861

Regno d'Italia
- Regno d'Italia
1861-1946
- Regio Esercito
- Stendardo Reale
1861-1880
- Stendardo Reale
1880-1946

Altro
- Regione Piemonte
dal 1995
- Dipartimento della Savoia
dal 1860

## Ordini e onorificenze

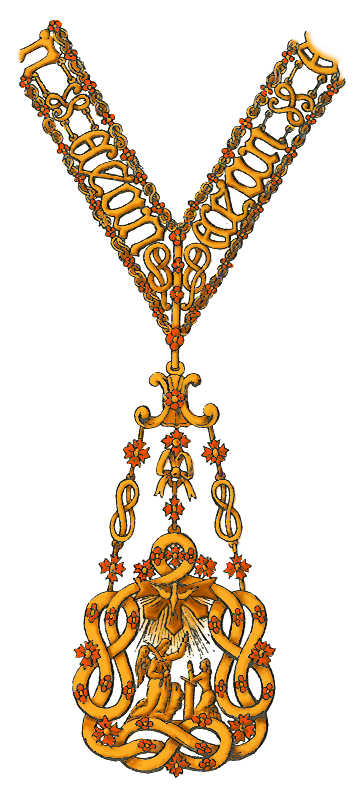
Collare e placca dell'Ordine supremo della Santissima Annunziata

Come tutte le monarchie europee anche il Ducato di Savoia e poi gli stati che gli succedettero ebbe dei propri ordini cavallereschi, con cui promuovere la pace o essere una distinzione militare o avere una vocazione ospedaliera. La loro attribuzione a soggetti era prerogativa personale del Sovrano, per poi essere condivisa con il Presidente del Consiglio dei Ministri. Con il susseguirsi dei secoli due ordini dinastici vennero a identificarsi con i Savoia:
Queste due decorazioni vennero costituite con bolla papale in diversi tempi durante la storia e attribuite alla persona del Conte e poi Duca di Savoia. Per tale motivo, gli ordini sono poi diventati ordini dinastici e non statali. In seguito alla parentesi napoleonica nel Regno di Sardegna si avvertì la necessità di costituire una serie di onorificenze per rimpiazzare quelle decorazioni napoleoniche che erano attribuite a chiunque, senza distinzione di classe o censo. Questi ordini “nuovi” erano quindi di natura statale e divennero poi parte dell’ordinamento italiano. Con la nascita dello Stato unitario e l’aumento di popolazione soggetta alla legislazione sardo-sabauda, si è avuta la necessità di creare sempre nuove distinzioni di merito, per campi culturali, militari, economici o amministrativi:

## Intitolazioni

### Città
- Castell'Umberto
- Jolanda di Savoia, comune del ferrarese in onore della principessa Iolanda Margherita di Savoia
- Mafalda, comune molisano in onore alla principessa Mafalda di Savoia
- Margherita di Savoia, comune pugliese in onore alla prima regina d'Italia
- Pieve Emanuele, comune milanese ribattezzato da Pieve a Pieve Emanuele nel 1862, in onore al primo re d'Italia
- Sabaudia, comune laziale
- Savoia di Lucania, comune della Basilicata
- Umbertide, comune in provincia di Perugia, in onore del re Umberto I, allora principe di Piemonte
- Vittorio Veneto, già Vittorio, comune veneto in onore del re Vittorio Emanuele II

### Toponimi
- Cima Margherita e Cima Umberto, maggiori vette del monte Ruwenzori, cui fu assegnato il nome dei sovrani d'Italia dal cugino Luigi Amedeo di Savoia-Aosta, duca degli Abruzzi
- Lago Margherita, lago in Etiopia, in onore della regina Margherita
- Punta Elena e Punta Margherita, vette del Monte Bianco, in onore, rispettivamente, alle regine d'Italia Elena e Margherita

### Monumenti
Vittorio Emanuele II di Savoia
- Il Vittoriano, conosciuto anche come Altare della Patria, a Roma;
- La Galleria Vittorio Emanuele II, a Milano;

Umberto I di Savoia
- La Galleria Umberto I, a Torino;
- La Galleria Umberto I, a Napoli;

Vittorio Emanuele III di Savoia
- La Galleria Vittorio Emanuele III, a Messina;
- La Galleria Principe di Napoli, a Napoli[76].

|  |  |  |

## Influenza culturale

### Arte
- Stile Umbertino

### Gastronomia
- Pizza Margherita, pizza
- Savoiardi, biscotti piemontesi
- Torta Margherita, torta forse ispirata alla regina Margherita
- Panforte Margherita, dolce tipico senese
- Krumiri, biscotti di Casale Monferrato, forse ispirati ai baffi di Vittorio Emanuele II
- Misto Umberto, gelato siciliano
- Pane Mafalda, pane siciliano
- Margheritine, biscotti di Stresa
- Torta Savoia, torta siciliana
- Minestrina alla Mafalda
- Amaro Montenegro, liquore in onore della regina Elena
- Mafalde, dette anche Reginette o Mafaldine, pasta dedicata in onore alla principessa Mafalda di Savoia
- Cavolo sabaudo, altro nome del cavolo verza

### Usi e costumi
- Il primo albero di Natale fu addobbato in Italia al Quirinale dalla Regina Margherita nella seconda metà dell'Ottocento

### Moda
- Capelli alla Umberto o all'Umberta, taglio di capelli ispirato a Umberto I.[77]
- "Margherita - giornale delle Signore italiane di gran lusso di mode e letteratura", rivista edita dal 1878 al 1921 e dedicata alla prima Regina d'Italia.

### Detti popolari
- "Anche la regina Margherita mangiava il pollo con le dita".[78]
- "Avanti Savoia", come incoraggiamento o in senso ironico.[79][80]
- "Bianca Croce di Savoia, Dio ti salvi e salvi il Re!"[81]

### Simboli
- Blu Savoia, colore della nazionale italiana nelle competizioni sportive e delle fasce degli ufficiali delle forze armate italiane.
- Nodo savoia, anche detto Nodo d'Amore.